# Ludwig van Beethoven
Ludwig van Beethoven ( [ˈluːtvɪç fan ˈbeːtʰoːfn̩]IPA; pokřtěn 17. prosince 1770 Bonn – 26. března 1827 Vídeň–Alservorstadt) byl německý hudební skladatel a klavírista, jehož dílo pokrývá přechod od hudebního klasicismu k romantismu. Je považován za jednoho z nejvýznamnějších hudebních skladatelů historie. Beethovenova tvorba se tradičně dělí na rané, střední a pozdní období. Rané období, ve kterém vytříbil své umění, končí rokem 1802. Střední období let 1802 až 1812, v nichž postupně ztrácel sluch, bývá charakterizováno jako „heroické“ a jako přechod od klasického stylu Josepha Haydna a Wolfganga Amadea Mozarta k předzvěstem romantismu. V pozdním období po roce 1812 Beethoven dále prohloubil své inovace hudební formy a výrazu.
Beethovenův hudební talent byl zřejmý již v raném věku. Zpočátku ho tvrdě a intenzivně učil jeho otec Johann van Beethoven. Později se výuky ujal skladatel a dirigent Christian Gottlob Neefe, pod jehož vedením Beethoven vydal v roce 1783 své první dílo, soubor klavírních variací. Útočiště před neradostným prostředím domova s otcem alkoholikem mladý skladatel našel v rodině Heleny von Breuningové, jejíž děti vyučoval hře na klavír. Ve věku 21 let se přestěhoval do Vídně, aby studoval kompozici u Haydna, a Vídeň se na zbytek života stala jeho domovem. Brzy si tam získal pověst virtuózního klavíristy a obdržel první zakázku od knížete Karla Aloise Lichnovského, jejímž výsledkem byla tři klavírní tria op. 1 (nejstarší díla s opusovým číslem), vydaná roku 1795.
Beethovenovo první velké orchestrální dílo, Symfonie č. 1, vzniklo roku 1800 a první soubor smyčcových kvartet vyšel v roce 1801. V této době se skladatelovi začal zhoršovat sluch, přesto pokračoval v dirigování a sám řídil premiéry své Třetí a Páté symfonie v letech 1804 a 1808. Roku 1806 napsal svůj jediný houslový koncert. Jeho poslední klavírní koncert č. 5, op. 73, známý jako Císařský, věnovaný příteli a mecenáši, rakouskému arcivévodovi Rudolfovi, měl premiéru roku 1810, avšak již bez Beethovena jako sólisty. Kolem roku 1814 byl skladatel už téměř hluchý a přestal veřejně vystupovat. Své zdravotní a osobní problémy popsal ve dvou neodeslaných listech: Heiligenstadtské závěti (1802), určené jeho bratrům, a milostném dopisu neznámé Nesmrtelné milence (1812).
Po roce 1810 kvůli horšícímu se sluchu Beethoven postupně omezil svůj společenský život. V tomto období složil mnohá ze svých nejobdivovanějších děl, včetně pozdních symfonií a komorních i klavírních sonát. Svoji jedinou operu Fidelio, poprvé uvedenou roku 1805, revidoval do konečné podoby v roce 1814. Během let 1819–1823 složil velkou mši Missa solemnis, v letech 1820–1822 své tři poslední klavírní sonáty a v letech 1822–1824 závěrečnou Devátou symfonii. Významnými díly závěru jeho života jsou poslední smyčcové kvartety z let 1825–1826. Zemřel v roce 1827 po delší nemoci. Beethovenova díla zůstávají do dnešní doby základem repertoáru klasické hudby.

## Život a tvorba

### Rodina a dětství

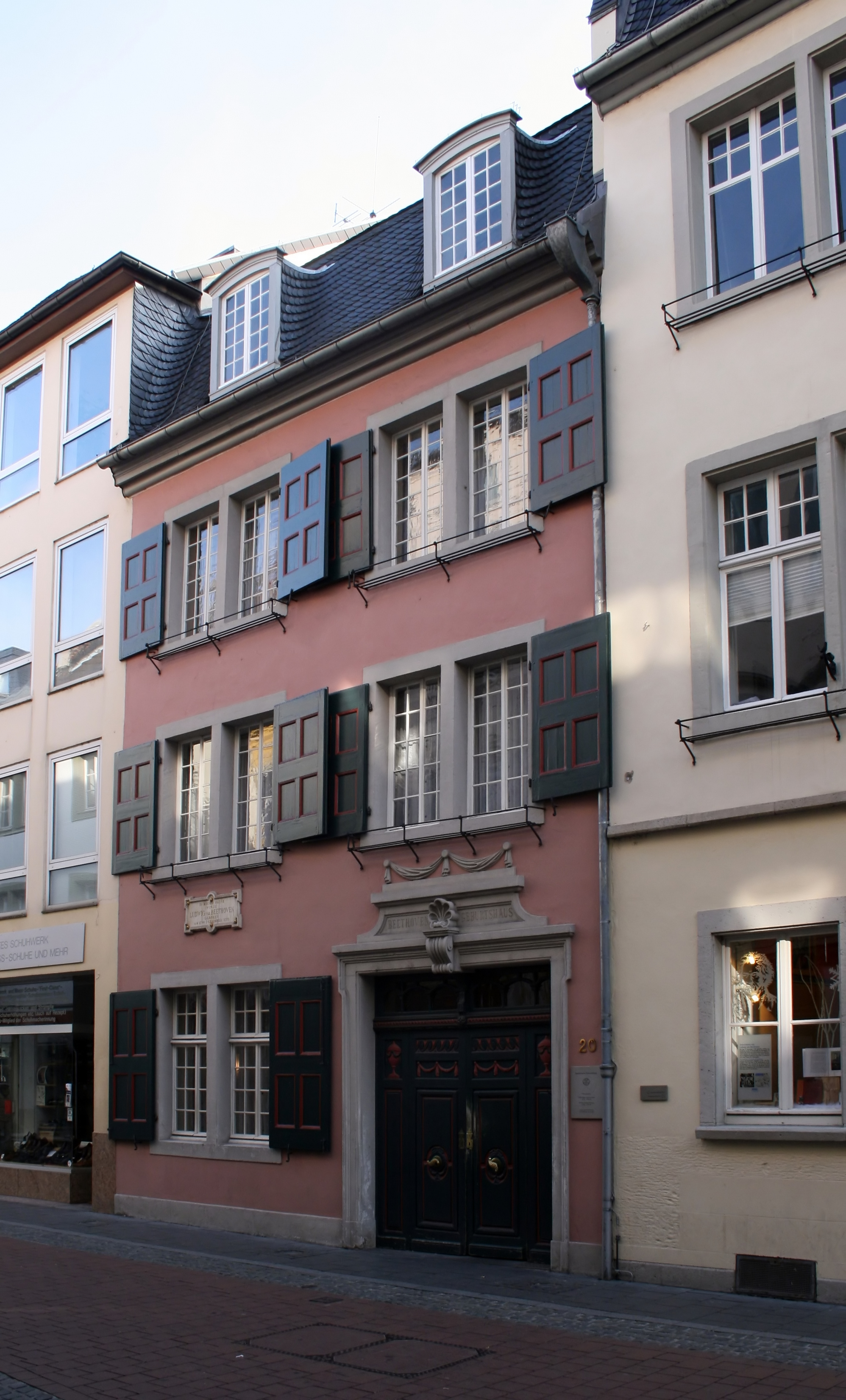
Beethovenův rodný dům na Bonngasse 20, Bonn, dnes Beethovenovo muzeum

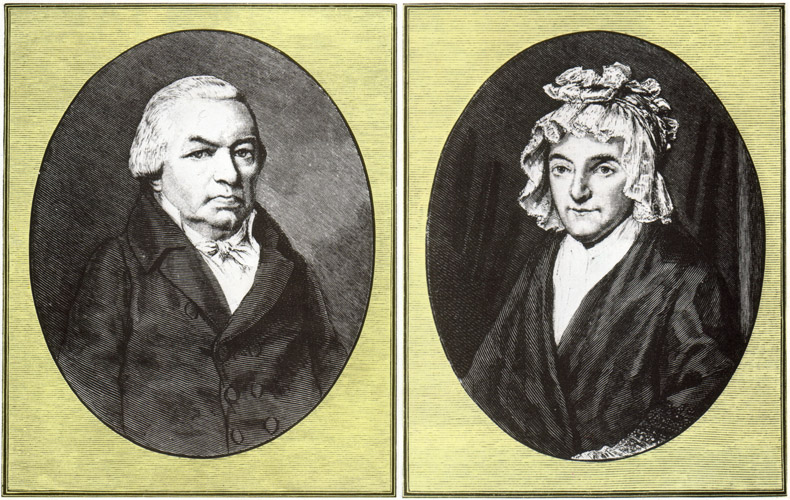
Rodiče Ludwiga van Beethovena, otec Johann van Beethoven a matka Maria Magdalena van Beethovenová

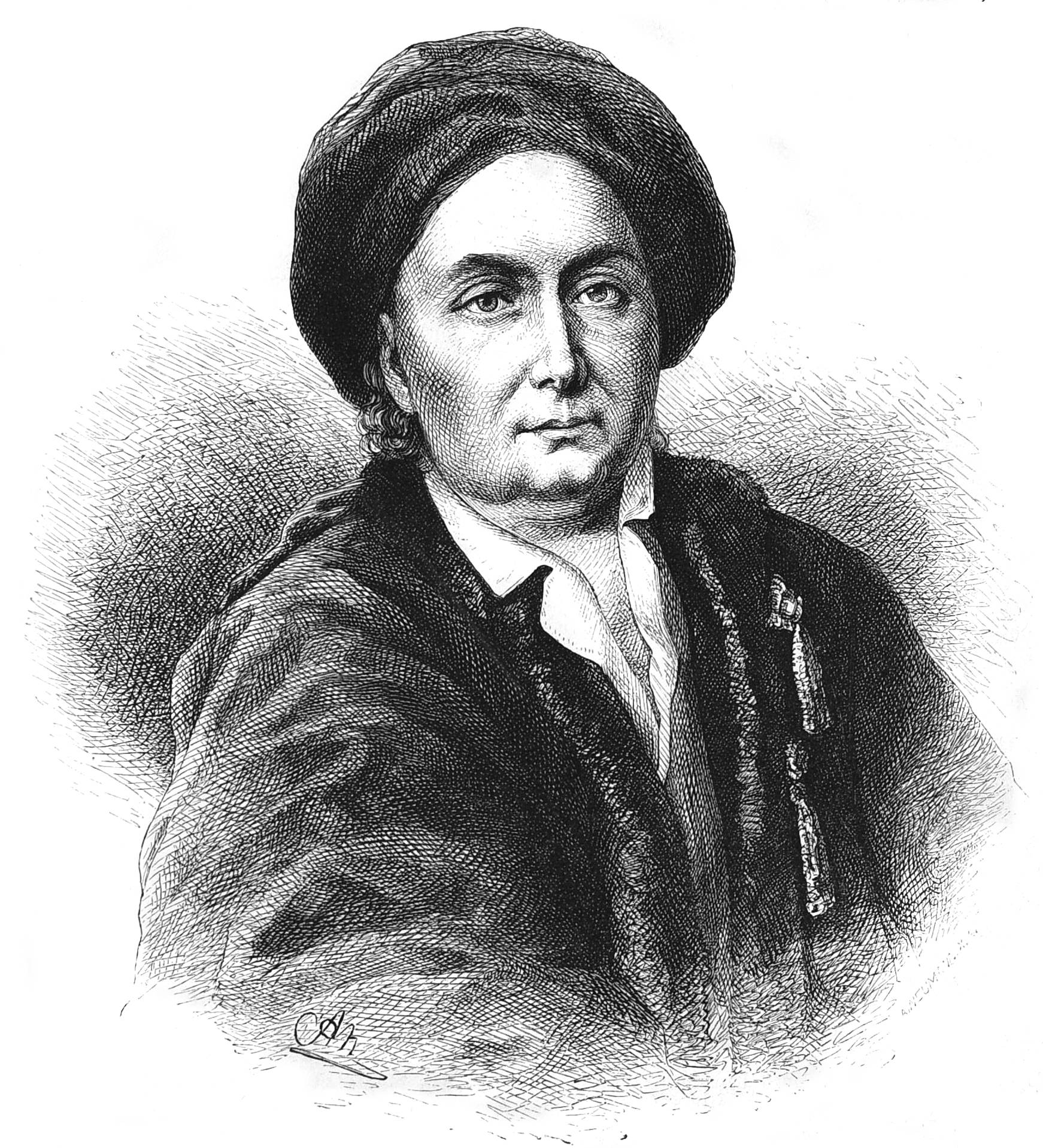
Děd Ludwiga stejného jména Ludwig van Beethoven

Beethoven byl zřejmě vnukem Ludwiga van Beethovena (1712–1773), hudebníka z města Mechelen v Brabantském vévodství (tehdy součást Rakouského Nizozemí, dnešní vlámský region Belgie), který se v 21 letech přestěhoval do Bonnu, hlavního města Kolínského kurfiřtství. Ludwig našel obživu u dvora arcibiskupa Clemense Augusta, kurfiřta kolínského, nejprve jako basový zpěvák ve dvorní kapele. Nakonec roku 1761 povýšil na kapelníka (Kapellmeister), a tedy předního bonnského hudebníka. Portrét, který si nechal na konci života namalovat, si později jeho vnuk vystavil ve svém pokoji jako doklad svého hudebního dědictví. Ludwig měl jednoho syna, Johanna (1740–1792), který byl zaměstnán jako tenorista ve stejném hudebním tělese a přilepšoval si vyučováním hry na klavír a housle.
Johann se v roce 1767 oženil s Marií Magdalenou Keverichovou (1746–1787), dcerou Heinricha Kevericha (1701–1751), šéfkuchaře na dvoře trevírského arcibiskupa. Syn Ludwig se narodil v domě na Bonnstrasse čp. 20, který je dnes skladatelovým muzeem. Nedochoval se žádný doklad o datu jeho narození; v matrice katolické farnosti sv. Remigia se však nachází zápis o jeho křtu ze dne 17. prosince 1770. Děti bývalo zvykem křtít do 24 hodin od narození. Má se za to, a myslel si to i sám Beethoven, že datum narození bylo 16. prosince, nelze to však dokázat.
Ze sedmi dětí Johanna van Beethovena přežil dětství jen druhorozený Ludwig a jeho dva mladší bratři. Kaspar Anton Karl se narodil 8. dubna 1774 a nejmladší Nikolaus Johann (běžně zvaný Johann) 2. října 1776.
Beethovenovým prvním učitelem hudby byl jeho otec. Později měl další místní učitele: dvorního varhaníka Gillese van den Eedena († 1782), Tobiase Friedricha Pfeiffera (rodinný přítel, který dával lekce klavíru) a Franze Rovantiniho (příbuzný, který ho vyučoval hře na housle a violu). Beethovenovo hudební vzdělání začalo v jeho pěti letech. Od počátku to byl tvrdý a intenzivní tréning, který maldíka často doháněl k slzám. Nespavostí trpící Pfeiffer občas pozdě v noci tahal malého Ludwiga z postele a nutil jej cvičit na klavír. Jeho hudební talent byl zjevný už v dětství. Johann, vědom si úspěchů Leopolda Mozarta se synem Wolfgangem a dcerou Nannerl, se pokusil propagovat svého syna jako „zázračné dítě“. Na plakátech pro jeho první veřejné vystoupení v březnu 1778 jej nechal uvést jako šestiletého, i když mu bylo už sedm.
V roce 2023 byl zveřejněn výsledek genetického výzkumu osmi vzorků vlasů, považovaných za Beethovenovy. Výzkum potvrdil autenticitu pěti vzorků. Získaná DNA byla porovnána se vzorky DNA pěti žijících mužů s příjmením van Beethoven, kteří jsou dle dostupných dokumentů potomky Aerta van Beethovena (1535–1609), jenž byl pokládán za Beethovenova předka v otcovské linii v sedmém stupni. Očekávaná shoda na chromozomu Y se však nenašla, některý z Beethovenových předků v otcovské linii tedy byl nemanželským dítětem. Podle belgického genetika a genealoga Maartena Larmuseuma mohl být nemanželského původu Beethovenův otec Johann.

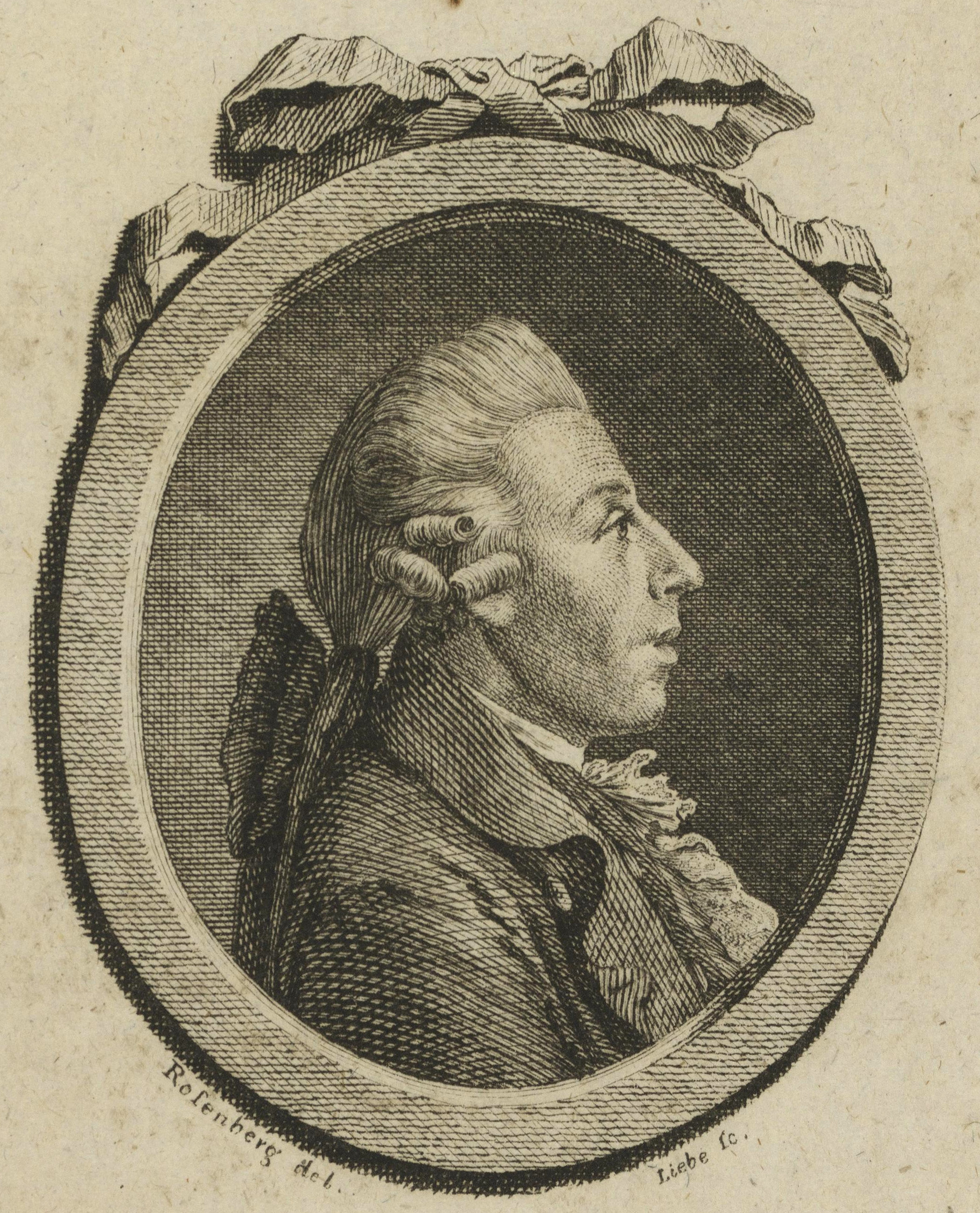
Christian Gottlob Neefe, rytina podle kresby Johanna Georga Rosenberga, kolem roku 1798

V roce 1780 nebo 1781 začal Beethoven studovat u svého nejdůležitějšího bonnského učitele, Christiana Gottloba Neefeho. Neefe ho učil kompozici; v březnu 1783 vyšla Beethovenova první publikovaná práce, soubor klavírních variací (WoO 63). Beethoven začal brzy u Neefeho pracovat jako pomocný varhaník, nejprve neplacený (1782), a poté jako placený zaměstnanec (1784) dvorní kapely. Jeho první tři klavírní sonáty, WoO 47, někdy známé jako Kurfiřtské sonáty kvůli dedikaci kurfiřtu Maximiliánovi Friedrichovi (1708–1784), vyšly tiskem v roce 1783. Ve stejném roce se v Magazin der Musik objevila první tištěná zmínka o Beethovenovi – „Louis van Betthoven [sic] … jedenáctiletý chlapec nejslibnějšího talentu. Hraje na klavír velmi zručně a energicky, čte z listu velmi dobře… hlavní kus, který hrál, byl Dobře temperovaný klavír Sebastiana Bacha, který nacvičil pod vedením pana Neefeho… Bude-li pokračovat tak jak začal, jednou z něj jistě bude druhý Wolfgang Amadeus Mozart.“ Nástupcem Maximiliána Friedricha jako kolínského kurfiřta se stal Maximilian František Habsbursko-Lotrinský. Beethovena podpořil tím, že jej jmenoval dvorním varhaníkem a uhradil jeho cestu do Vídně v roce 1792.
Během těchto let se Beethoven seznámil s několika lidmi, kteří měli v jeho životě sehrát významnou úlohu. Často navštěvoval kultivovanou rodinu von Breuningových, jejíž některé děti vyučoval hře na klavír, a ovdovělá paní von Breuningová se mu stala téměř druhou matkou. Poznal zde také mladého studenta medicíny Franze Wegelera, který se stal jeho celoživotním přítelem a později se oženil s jednou z dcer von Breuningových. Rodinná atmosféra u von Breuningových nabízela Beethovenovi únik z neradostného prostředí jeho domácnosti, jež stále více poznamenával úpadek otce alkoholika. Dalším častým hostem von Breuningových byl hrabě Ferdinand Arnošt z Valdštejna, který se stal Beethovenovým přítelem a mecenášem. Valdštejn si v roce 1791 od Beethovena vyžádal jeho prvního scénické dílo, balet Musik zu einem Ritterballett (Hudba k rytířskému baletu, WoO 1).

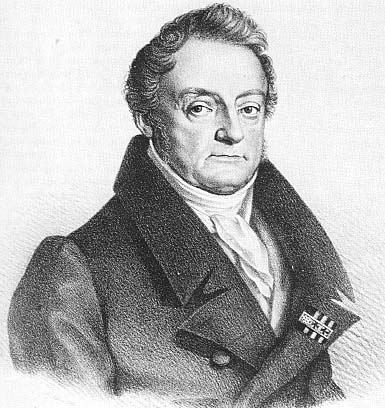
Hrabě Valdštejn: portrét od Antonína Macheka, kolem roku 1800

Z období let 1785–90 není téměř žádný záznam o Beethovenově skladatelské činnosti. Důvodem mohla být vlažná odezva na jeho první vydaná díla a také přetrvávající rodinné problémy. V roce 1787 Beethoven poprvé navštívil Vídeň, kde zůstal asi dva týdny a možná se setkal s Mozartem, nebo ho alespoň slyšel hrát, ačkoliv přesvědčivý důkaz chybí. Vídeňský pobyt ukončil předčasně, kvůli zprávě o špatném zdraví své matky. Ta zemřela krátce po jeho návratu. V roce 1789 byl Beethovenův otec kvůli svému alkoholismu předčasně penzionován. Podle nařízení měla být polovina jeho důchodu vyplácena přímo Ludwigovi na zaopatření rodiny. Kromě toho Beethoven doplňoval rodinný rozpočet vyučováním (ke kterému měl, podle Wegelera, „mimořádný odpor“) a hraním na violu ve dvorním orchestru. Takto se seznámil s řadou oper, včetně děl Mozarta, Glucka a Paisiella. Zde se také spřátelil se svým vrstevníkem Antonínem Rejchou, skladatelem, flétnistou a houslistou, který byl synovcem dirigenta dvorního orchestru Josefa Rejchy.
V letech 1790 až 1792 Beethoven zkomponoval několik děl, tehdy nepublikovaných, která odrážela jeho rostoucí záběr a zralost. V souboru variací napsaném roku 1791 muzikologové identifikovali motivy podobné tématům jeho třetí symfonie. Snad na Neefeovo doporučení Beethoven obdržel svou první zakázku; bonnská literární společnost jej v roce 1790 pověřila napsáním kantáty k úmrtí Josefa II. (WoO 87). Další kantátu na oslavu korunovace Leopolda II. císařem Svaté říše římské (WoO 88) pravděpodobně objednal kurfiřt. Tyto dvě Císařské kantáty nebyly ve své době nikdy uvedeny a zůstaly zapomenuté až do 80. let 19. století, kdy je Johannes Brahms popsal slovy „skrz na skrz Beethoven“; takto se mu jevil jejich průkopnický styl, kterým se Beethovenova hudba začala odchylovat od tradice klasicismu.
Pravděpodobně na konci roku 1790 byl Beethoven poprvé představen Josephu Haydnovi, který se tehdy během své cesty do Londýna zastavil kolem Vánoc v Bonnu. Opět se v Bonnu setkali o rok a půl později, při Haydnově zpáteční cestě z Londýna do Vídně v červenci 1792. Beethoven tehdy hrál v orchestru divadla Redoute v Godesbergu. Tehdy se nejspíše dojednalo Beethovenovo studium u starého mistra. Valdštejn mu před odjezdem napsal: „Chystáte se do Vídně, abyste naplnil své dávné přání… Nechť s pomocí vytrvalé práce obdržíte z Haydnových rukou Mozartova ducha.“

### 1792–1802: Vídeň – raná léta

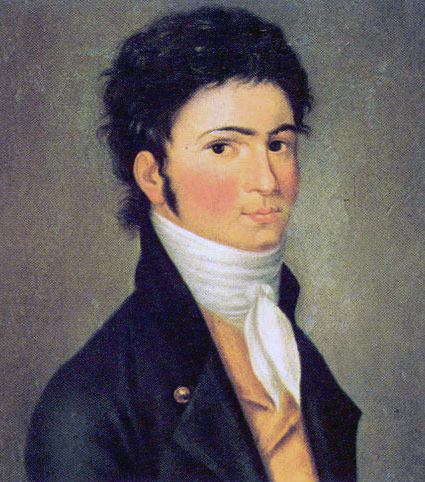
Portrét Beethovena jako mladého muže, asi 1800, od Carla Traugotta Riedela (1769–1832)

Beethoven opustil Bonn v listopadu 1792, uprostřed zvěstí o válce šířící se z Francie. Krátce po svém příjezdu do Vídně se dozvěděl, že jeho otec zemřel. Během několika následujících let se pokoušel dostát rozšířenému názoru, že je nástupcem nedávno zesnulého Mozarta, a to studiem jeho díla a tvorbou prací ve výrazně mozartovském duchu.
Neusiloval se okamžitě uvést jako skladatel, čas věnoval spíše studiu a koncertování. Pod Haydnovým vedením se snažil ovládnout kontrapunkt. Studoval také housle u Ignaze Schuppanzigha. Kromě toho začal brát občasné lekce od Antonia Salieriho, především u něj studoval italskou vokální kompozici; tento vztah trval nejméně do roku 1802 a možná až do roku 1809.
Když Haydn v roce 1794 opět odjel do Anglie, kurfiřt očekával, že se Beethoven vrátí domů do Bonnu. Ten se však rozhodl zůstat ve Vídni a pokračovat ve studiu kontrapunktu u Johanna Albrechtsbergera a dalších učitelů. Každopádně už tehdy muselo být jeho zaměstnavateli jasné, že Bonn padne do rukou Francouzů, což se také stalo v říjnu 1794. Beethoven tím pádem přišel o stipendium i o důvod k návratu. Jeho schopnosti si však získaly uznání několika vídeňských aristokratů, kteří mu nabídli finanční podporu. Patřili mezi ně Josef František kníže z Lobkovic, Karel Alois kníže Lichnovský a Gottfried baron van Swieten.
Beethoven se s pomocí styků získaných přes Haydna a Valdštejna uvedl v salonech vídeňské šlechty, kde si začal budovat pověst brilantního klavíristy a improvizátora. Přítel Nikolaus Simrock zahájil vydávání jeho skladeb, počínaje souborem klavírních variací na Dittersdorfovo téma (WoO 66). Již v roce 1793 se Beethoven ve Vídni těšil solidní reputaci klavírního virtuosa. Zjevně však zdržoval vydávání svých prací, aby tak mělo jejich publikování co největší efekt.

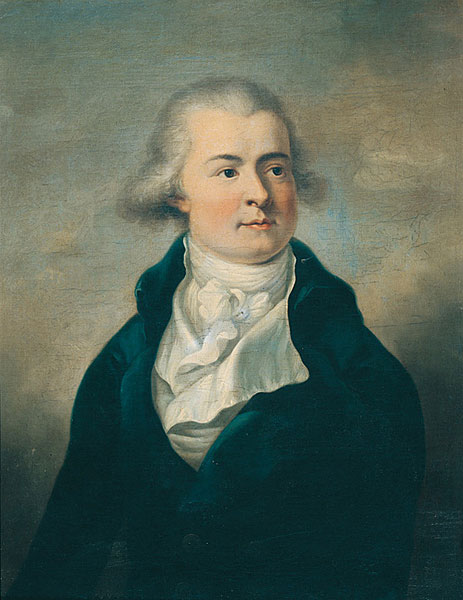
Kníže Lobkovic: portrét od Augusta Friedricha Oelenhainze

V březnu 1795 uskutečnil Beethoven své první veřejné vídeňské vystoupení, zahrál na něm jeden ze svých klavírních koncertů. Krátce po tomto představení nechal vydat své první skladby s opusovým číslem – tři klavírní tria, opus 1, dedikovaná patronovi knížeti Lichnovskému. Vydání skladeb mu přineslo značný finanční zisk, který téměř stačil na pokrytí jeho ročních životních nákladů. V roce 1799 zvítězil v klavírním improvizačním „duelu“ proti virtuózovi Josephovi Woelflovi, konaném v domě barona Raimunda Wetzlara (bývalého Mozartova mecenáše); v následujícím roce obdobně triumfoval nad Danielem Steibeltem v salonu hraběte Moritze von Friese. Beethovenovu osmou klavírní sonátu Patetická (op. 13), publikovanou v roce 1799, popisuje muzikolog Barry Cooper jako „překonávající všechny jeho předchozí skladby silou charakteru, hloubkou emocí, úrovní originality a vynalézavostí motivické a tonální manipulace.“
V letech 1798 až 1800 Beethoven složil svých prvních šest smyčcových kvartetů (op. 18), objednaných knížetem z Lobkovic. Tiskem vyšly roku 1801. V září 1799 dokončil také septet op. 20, za jeho života jedno z jeho nejhranějších děl. Po premiérách své první a druhé symfonie v letech 1800 a 1803 začal být považován za jednoho z nejvýznamnějších mladých skladatelů generace nastupující po Haydnovi a Mozartovi. Beethovenovy melodie, práce s motivy, použití modulace a textury a charakterizace emocí jej vzdalovaly od jeho vzorů a umocňovaly dopad, který mělo publikování některých jeho raných děl. Pro premiéru své první symfonie dne 2. dubna 1800 si pronajal Burgtheater. Náplň koncertu tvořil rozsáhlý program, zahrnující díla Haydna a Mozarta, a dále jeho septet, symfonie a jeden z klavírních koncertů (tato poslední tři díla dosud nepublikovaná). Koncert, který vlivný týdeník Allgemeine musikalische Zeitung označil jako „za dlouhou dobu nejpozoruhodnější“, se neobešel bez potíží; kritikové mimo jiné vytýkali, že „hráči se neobtěžovali věnovat sebemenší pozornost sólistovi.“  Koncem roku 1800 již byl Beethoven a jeho hudba u aristokracie a vydavatelů vysoce v kurzu.
V květnu 1799 Beethoven začal vyučovat hře na klavír dcery uherské hraběnky Anny Brunsvikové, Josefínu a Terezii. Tehdy se zamiloval do mladší Josefíny. Mezi jeho další studenty patřil v letech 1801 až 1805 budoucí skladatel Ferdinand Ries, který později psal o jejich setkáních. Mladý Carl Czerny, v pozdějším věku sám uznávaný učitel hudby, studoval u Beethovena mezi roky 1801 až 1803. Koncem roku 1801 se Beethoven prostřednictvím rodiny Brunsviků seznámil s mladou hraběnkou Julií Guicciardiovou; v dopisu příteli z listopadu 1801 zmiňuje svou lásku k Julii, ale rozdíl ve společenském postavení činil bližší vztah nemyslitelným. Věnoval jí však svou klavírní sonátu Op. 27 č. 2, dnes všeobecně známou jako Měsíční sonáta.
Na jaře 1801 Beethoven dokončil baletní hudbu Stvoření Prométheova, op. 43. Dílo se dočkalo v letech 1801 a 1802 řady uvedení. Aby okamžitou popularitu skladby vytěžil co nejvíce, pospíšil si s vydáním klavírní transkripce. Na jaře roku 1802 dokončil Druhou symfonii. Zamýšlel ji uvést na koncertě, který však byl zrušen. Místo toho měla premiéru v dubnu 1803 na abonentním koncertu Divadla na Vídeňce, kde byl Beethoven jmenován rezidentním skladatelem. Kromě Druhé symfonie na koncertě zazněla také jeho První symfonie, Třetí klavírní koncert a oratorium Kristus na hoře Olivetské. Kritiky byly smíšené, koncert však měl finanční úspěch; Beethoven si za vstupenku účtoval trojnásobek běžné ceny.
V roce 1802 začal Beethovenův bratr Kaspar, dosud mu příležitostně vypomáhající, přebírat větší roli v řízení jeho obchodních záležitostí. Kaspar zlepšil skladatelovu vyjednávací pozici u nakladatelů. Kromě vyjednávání vyšších cen za nově složená díla začal také prodávat některé z bratrových dřívějších, dosud nepublikovaných skladeb. Navíc skladatele pobízel k úpravám a transkripcím jeho populárnějších děl pro jiné kombinace nástrojů. Beethoven se tomu bránil, nakonec se ale podřídil. Pochopil, že stejně nedokáže zabránit vydavatelům, aby si pro takovéto úpravy jeho prací najímali jiné skladatele.

### 1802–1812: „heroické“ období

#### Hluchota

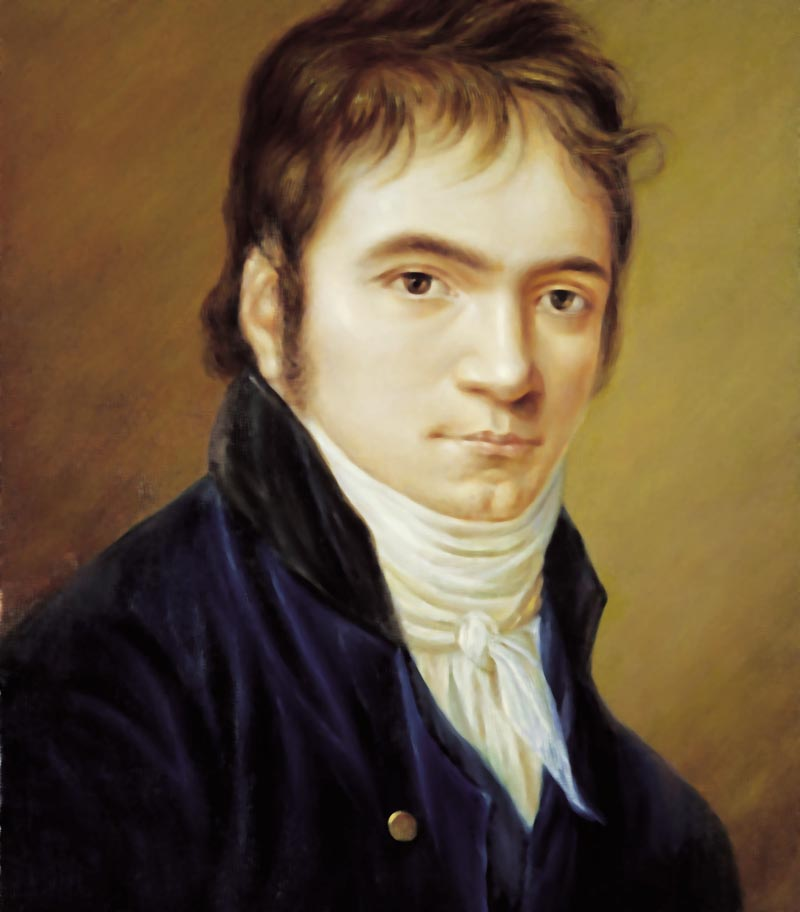
Beethoven v roce 1803, malba Christiana Hornemana

V roce 1815 se Beethoven svěřil anglickému klavíristovi Charlesi Neateovi, že začal ztrácet sluch po záchvatu v roce 1798, vyvolaném hádkou se zpěvákem. Postupné zhoršování sluchu navíc doprovázela těžká forma tinnitu. Již roku 1801 popisoval v dopise Wegelerovi a dalšímu příteli Karlu Amendovi příznaky svého neduhu a obtíže, které mu působí v práci i ve společnosti (i když je pravděpodobné, že někteří z blízkých přátel už o jeho problému věděli). Jako pravděpodobná příčina se dnes uvádí otoskleróza, možná doprovázená degenerací sluchového nervu.
Na doporučení svého lékaře se Beethoven přestěhoval do malého rakouského města Heiligenstadt, kousek od Vídně, kde pobýval od dubna do října 1802, aby se zde pokusil vyrovnat se svým stavem. Tam také sepsal dopis určený svým bratrům, dokument dnes známý jako Heiligenstadtská závěť. Svěřuje se v něm s myšlenkami na sebevraždu kvůli prohlubující se hluchotě. V závěru však vyjadřuje rozhodnutí zůstat naživu pro svou tvorbu a skrze ni. Dopis nikdy neodeslal a byl objeven teprve po skladatelově smrti v jeho pozůstalosti. Dopisy Wegelerovi a Amendovi nebyly psány v tak zoufalém tónu; Beethoven v nich také komentoval svůj tehdejší profesní a finanční úspěch i své odhodlání, jak se vyjádřil Wegelerovi, „chytit osud pod krkem; rozhodně mě nerozdrtí úplně“. V roce 1806 si poznamenal do jednoho ze svých hudebních náčrtníků „Nezatajuj nadále svoji hluchotu – dokonce ani v umění.“
Ztráta sluchu Beethovenovi nezabránila komponovat, stále více mu však ztěžovala koncertování, které bylo v tomto období jeho života důležitým zdrojem příjmů. Také podstatně přispěla k postupnému omezování skladatelova společenského života. Czerny nicméně uvádí, že Beethoven dokázal normálně slyšet řeč a hudbu až do roku 1812. Beethoven nikdy neohluchl úplně; i v posledních letech života dokázal rozpoznat nízké tóny a náhlé hlasité zvuky.

#### „Heroický“ styl

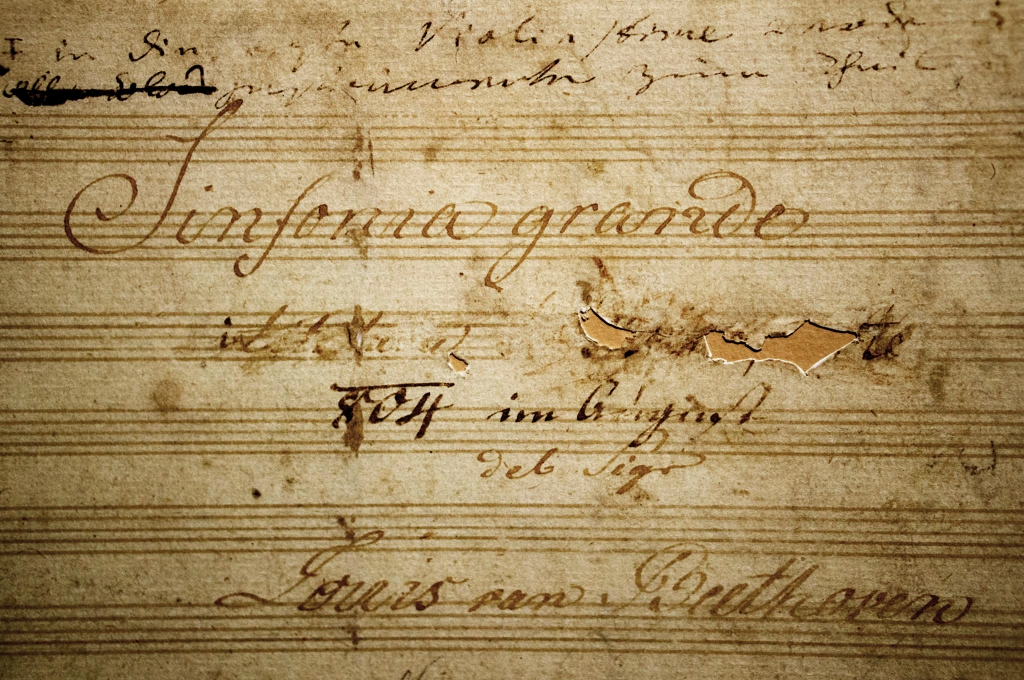
Titulní strana rukopisu rukopisu Eroiky, jméno Napoleon je Beethovenem vyškrábáno

Beethovenův návrat z Heiligenstadtu do Vídně provázela změna hudebního stylu, dnes často považovaná za začátek jeho středního nebo „heroického“ období, charakterizovaného mnoha originálními díly grandiózních měřítek. Podle Carla Czernyho řekl Beethoven: „Nejsem spokojen se svou dosavadní prací. Od teď mám v úmyslu jít novým směrem.“ Prvním závažným dílem razícím tento nový styl se stala symfonie č. 3 Es dur, op. 55, známá jako Eroica, napsaná v letech 1803–04. Myšlenku vytvořit symfonii určenou k poctě Napoleona Bonaparta možná Beethovenovi roku 1798 vnukl francouzský generál Jean-Baptiste Bernadotte (pozdější švédský král Karel XIV.) Skladatel, sympatizující s ideálem hrdinského revolučního vůdce, původně dal symfonii titul „Bonaparte“. Poté, co se Napoleon v roce 1804 prohlásil „císařem Francouzů“, vyškrábal rozčarovaný Beethoven Napoleonovo jméno z titulní strany rukopisu. Symfonie byla vydána v roce 1806 pod nynějším názvem s podtitulkem „k oslavě památky velkého člověka.“ Eroica byla delší než všechny předchozí symfonie. Veřejná premiéra v dubnu 1805 sklidila rozporuplné reakce. Někteří posluchači kritizovali přílišnou délku nebo pro ně nepochopitelnou strukturu symfonie, zatímco jiní ji považovali za mistrovské dílo.

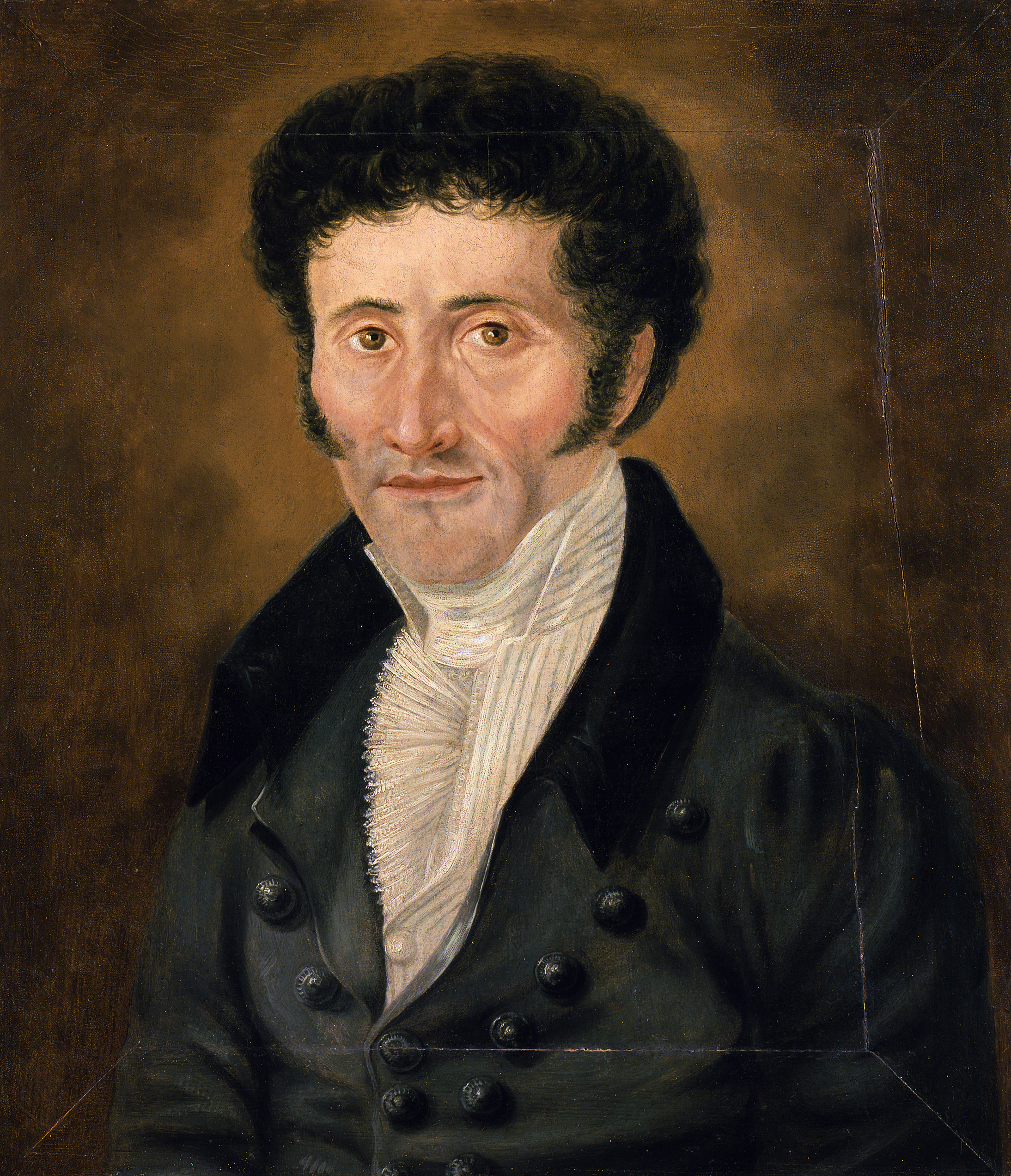
E. T. A. Hoffmann, autoportrét, asi 1820

Ve stejném dramatickém duchu rozvíjejí Beethovenův hudební jazyk další díla z tohoto období. „Razumovské“ smyčcové kvartety a klavírní sonáty č. 21 Valdštejnská a č. 23 Appassionata sdílejí heroického ducha třetí symfonie. Mezi jiné práce této periody patří Čtvrtá až Osmá symfonie, oratorium Kristus na hoře Olivetské a opera Fidelio. Velkým dílem tohoto období je houslový koncert D dur, který je považován za stěžejní skladbu hudební tvorby pro tento nástroj. Spisovatel a skladatel E. T. A. Hoffmann napsal roku 1810 na stránkách týdeníku Allgemeine musikalische Zeitung oslavnou kritiku Beethovenových kompozic. Vyzdvihl Beethovena jako největšího ze tří „romantických“ skladatelů; za ostatní dva považoval Haydna a Mozarta. O hudbě Beethovenovy Páté symfonie Hoffmann podotkl: „rozněcuje zděšení, strach, hrůzu, bolest a probouzí nekonečnou touhu, která je esencí romantismu“.
V těchto časech pocházel Beethovenův příjem z publikování jeho děl, z jejich uvádění a od mecenášů. Pro ně pořádal neveřejná představení jimi objednaných skladeb a poskytoval kopie partitur na výhradní použití před publikováním. Kromě toho mu někteří z jeho prvních mecenášů, například kníže Lobkovic a kníže Lichnowský, nechali vyplácet roční stipendia. Jeho zřejmě nejdůležitějším patronem z řad aristokracie byl arcivévoda Rudolf Jan, nejmladší syn císaře Leopolda II., který v roce 1803 nebo 1804 začal u Beethovena studovat hru na klavír a kompozici. Stali se přáteli a jejich setkání pokračovala až do roku 1824. Beethoven v dalších letech věnoval Rudolfovi 14 skladeb, včetně některých významných děl, jako je „Arcivévodské“ klavírní trio op. 97 (1811) a Missa solemnis op. 123 (1823).
Po změně vedení divadlo na Vídeňce počátkem roku 1804 ukončilo Beethovenovu pracovní smlouvu, a on se musel dočasně přestěhovat na předměstí Vídně ke svému příteli Stephanovi von Breuning. Tato nesnáz zpomalila práci na opeře Leonora, jeho zatím největším díle. Další zpoždění opera nabrala kvůli zásahům rakouské cenzury a nakonec se dočkala premiéry pod svým současným titulem Fidelio v listopadu 1805 v poloprázdné Vídni, opuštěné obyvateli kvůli francouzské okupaci města. Kromě toho, že šlo o finanční neúspěch, utržila tato verze Fidelia také negativní kritické ohlasy a Beethoven ji začal revidovat.
Navzdory tomuto neúspěchu nepřestával skladatel vzbuzovat zájem nakladatelů a veřejnosti. V roce 1807 si hudebník a vydavatel Muzio Clementi zajistil práva na publikování jeho děl v Anglii a Haydnův bývalý mecenáš kníže Mikuláš II. Esterházy u skladatele objednal mši (Mše C dur, op. 86) k příležitosti jmenin své manželky. Beethoven však nemohl spoléhat výhradně na tyto finanční zdroje. V prosinci 1808 proto uspořádal v Divadle na Vídeňce kolosální benefiční koncert ve svůj prospěch. Tato široce propagovaná hudební akademie měla na programu premiéry Páté a Šesté („Pastorální“) symfonie, Čtvrtého klavírního koncertu a Chorální fantazie op. 80. Kromě toho zazněly části z Mše C dur, koncertní árie Ah! perfido op. 65 a improvizovaná fantazie pro klavír. Koncert přitáhl mnoho publika (včetně Czernyho a mladého Ignaze Moschelese). Skladby však byly nedostatečně nazkoušené a výkony orchestru a zpěvačky nevalné.

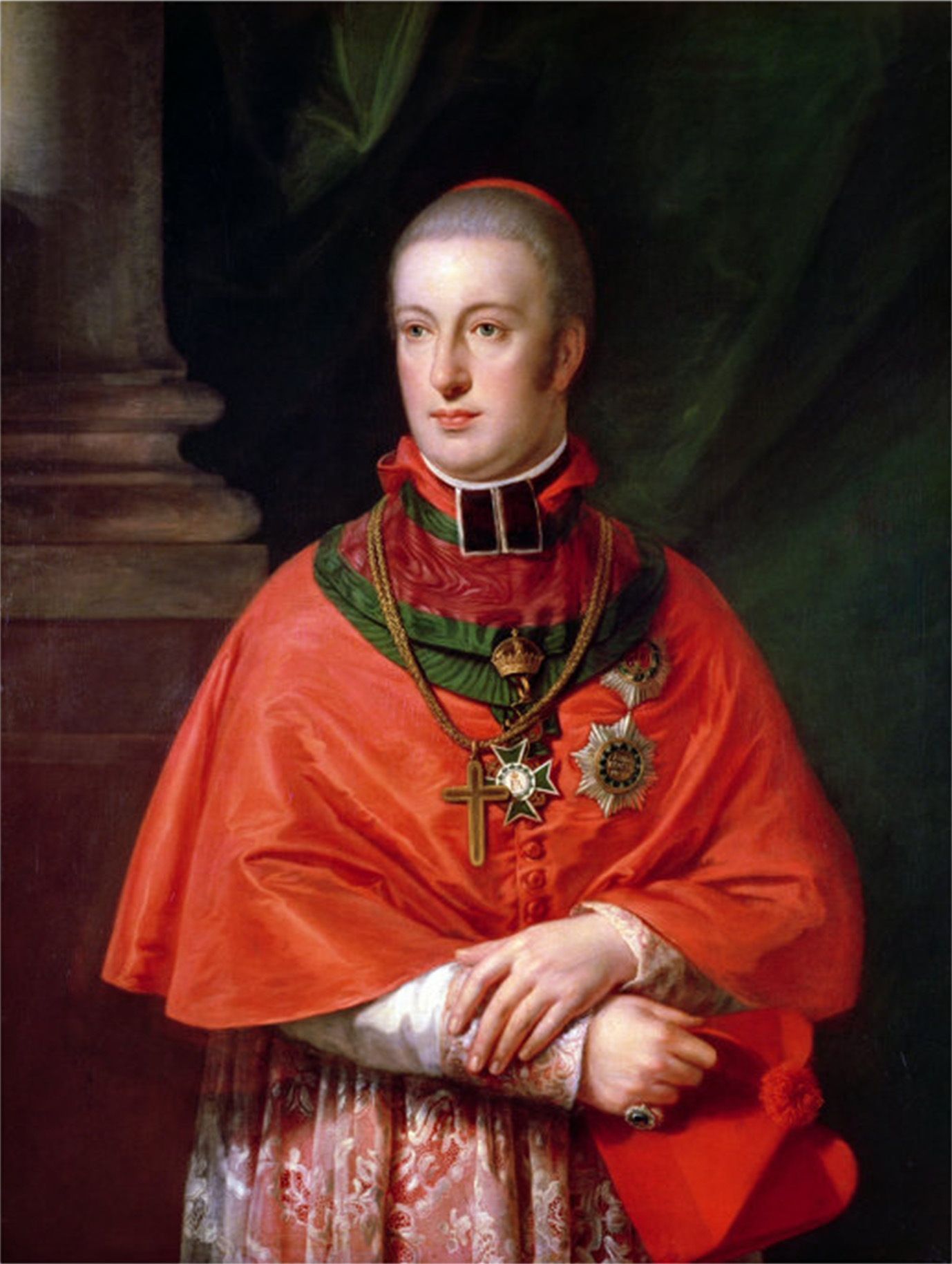
Beethovenův patron, arcivévoda Rudolf; portrét od Johanna Baptisty von Lampiho

Na podzim roku 1808, poté, co byla Beethovenovi zamítnuta jeho žádost o místo v Burgtheatru, obdržel skladatel od Napoleonova bratra Jérôma Bonaparta, tehdejšího krále Vestfálska, nabídku dobře placeného postu kapelníka (Kapellmeister) u jeho dvora v Kasselu. Aby ho udrželi ve Vídni, po přímluvách Beethovenových přátel se arcivévoda Rudolf, kníže Kinský a kníže Lobkovic zavázali vyplácet mu rentu ve výši 4000 florinů ročně. Nakonec splatil svůj podíl renty v dohodnutém termínu pouze arcivévoda Rudolf. Kinský, který dostal bezprostředně poté povolávací rozkaz, svůj podíl nezaplatil a v listopadu 1812 zemřel následkem pádu z koně. Kníže Lobkovic vyhlásil krach poté, co se následkem rakouského státního bankrotu v roce 1811 zhroutila měna. Beethoven se nakonec musel domáhat vyplacení slíbených prostředků právní cestou, díky čemuž se v roce 1815 dočkal určité náhrady.
Počátkem roku 1809 pocítila Vídeň bezprostřední hrozbu blížící se války. V dubnu Beethoven dohotovil Klavírní koncert č. 5 v Es dur, op. 73, který muzikolog Alfred Einstein označil za „apoteózu vojenství“ v Beethovenově hudbě. Počátkem května opustil hlavní město s císařskou rodinou také arcivévoda Rudolf, což Beethovena přimělo k napsání klavírní sonáty Les Adieux (sonáta č. 26, op. 81a), kterou sám skladatel nazval německy „Das Lebewohl“ („Rozloučení“). Její poslední věta „Das Wiedersehen“ („Shledání“) je v rukopisu datována 30. lednem 1810, dnem Rudolfova návratu. Během francouzského ostřelování Vídně v květnu se Beethoven uchýlil do sklepa domu svého bratra Kaspara. Následující okupace Vídně a narušení kulturního života a činnosti Beethovenových vydavatelů spolu se skladatelovým špatným zdravotním stavem koncem roku 1809 vysvětlují výrazný pokles rozsahu jeho tvorby během tohoto období. Přesto však v roce 1809 vytvořil další pozoruhodná díla, mezi něž patří Smyčcový kvartet č. 10 v F dur, op. 74 (známý jako „Harfový“) a Klavírní sonáta č. 24 Fis dur op. 78, věnovaná sestře Josephiny Brunsvikové, Therese.

#### Goethe

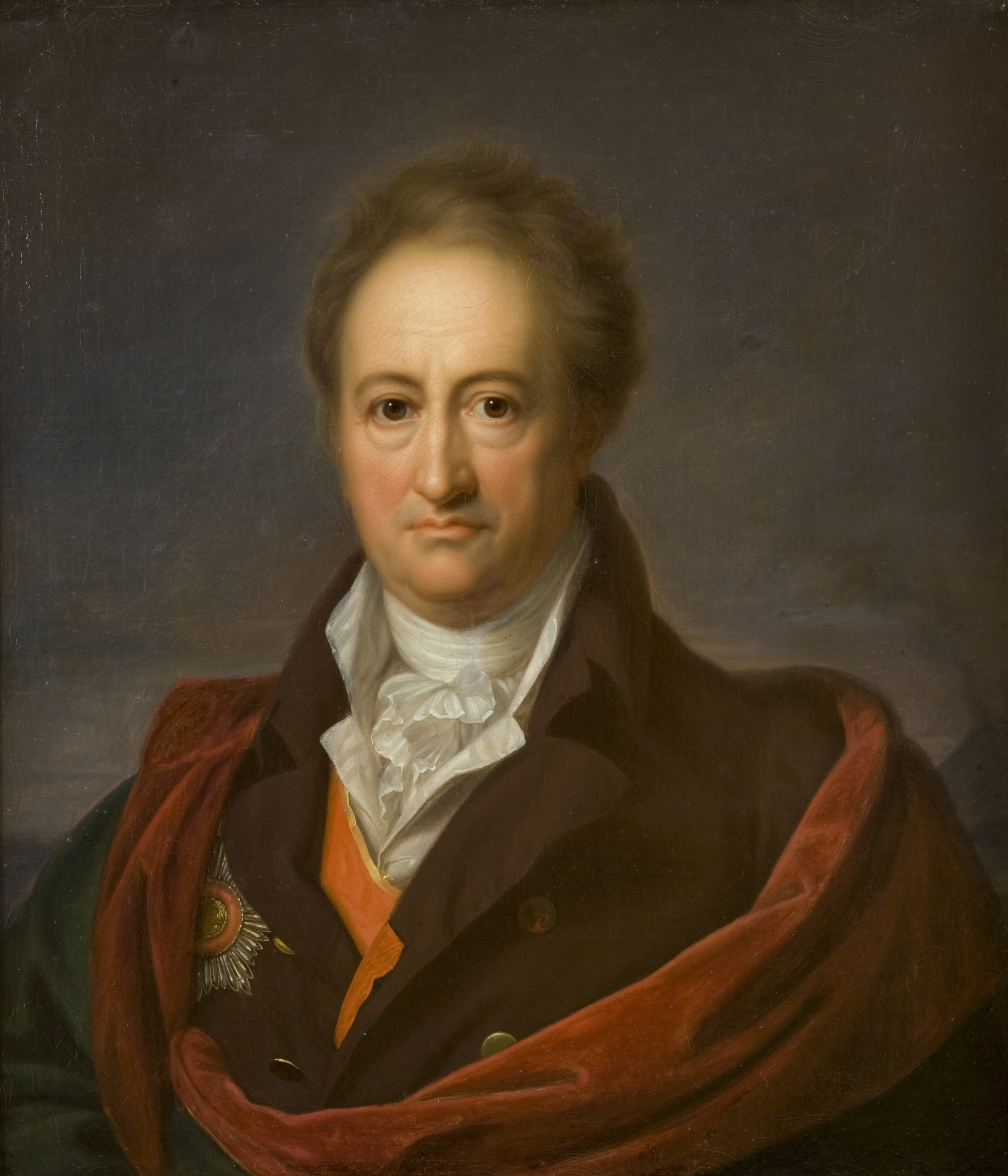
Goethe v roce 1808; portrét od Gerharda von Kügelgen

Na konci roku 1809 Beethoven obdržel zakázku na scénickou hudbu pro Goetheho drama Egmont. Výsledná předehra Egmont a scénická hudba, op. 84, která vznikla v roce 1810, dobře zapadala do jeho „heroického“ stylu. Skladatel se začal o Goetha blíže zajímat, přičemž tři jeho básně zhudebnil v písňové formě (op. 83) a zjišťoval si o něm podrobnosti od společné známé, Bettiny Brentanové (která tehdy také naopak Goethovi psala o Beethovenovi). Dalšími pracemi tohoto období v podobném duchu byl smyčcový kvartet f moll op. 95, s podtitulem Quartetto serioso, a klavírní trio B dur op. 97, známé jako Arcivévodské, podle dedikace arcivévodovi Rudolfovi.
Na jaře 1811 Beethoven vážně onemocněl, trpěl bolestmi hlavy a vysokou horečkou. Jeho lékař Johann Malfatti mu doporučil léčbu v teplických lázních. Během lázeňského pobytu Beethoven napsal další dvě předehry a soubory scénické hudby pro dramata od Augusta von Kotzebue – Král Štěpán op. 117 a Ruiny Athénské op. 113. V létě 1812 na radu lékaře opět navštívil Teplice a tehdy se tam setkal s Goethem. Ten o něm napsal: „Jeho talent mě ohromil; bohužel je to naprosto neukázněná osobnost. Celkem vzato se nemýlí, když považuje tento svět za ohavný, rozhodně jej však svým přístupem nečiní nijak příjemnějším.“ Svobodomyslný a rovnostářský Beethoven byl Goethovým chováním a postoji zklamán. Svým vydavatelům Breitkopfu a Härtelovi psal, že „Goethe si až příliš libuje v dvorském prostředí, mnohem víc, než by se na básníka slušelo.“ Přesto si však básníka nepřestal vážit. Po jejich setkání začal tvořit kantátu pro sbor a orchestr na Goetheho básně Klid moře a šťastná plavba (Meeresstille und glückliche Fahrt op. 112), dokončenou v roce 1815. Poté, co bylo v roce 1822 dílo věnované básníkovi vydáno, mu Beethoven psal: „Můj obdiv, láska a úcta, které jsem již v mládí choval k jedinečnému a nesmrtelnému Goethovi, dosud přetrvávají.“

#### „Nesmrtelná milenka“

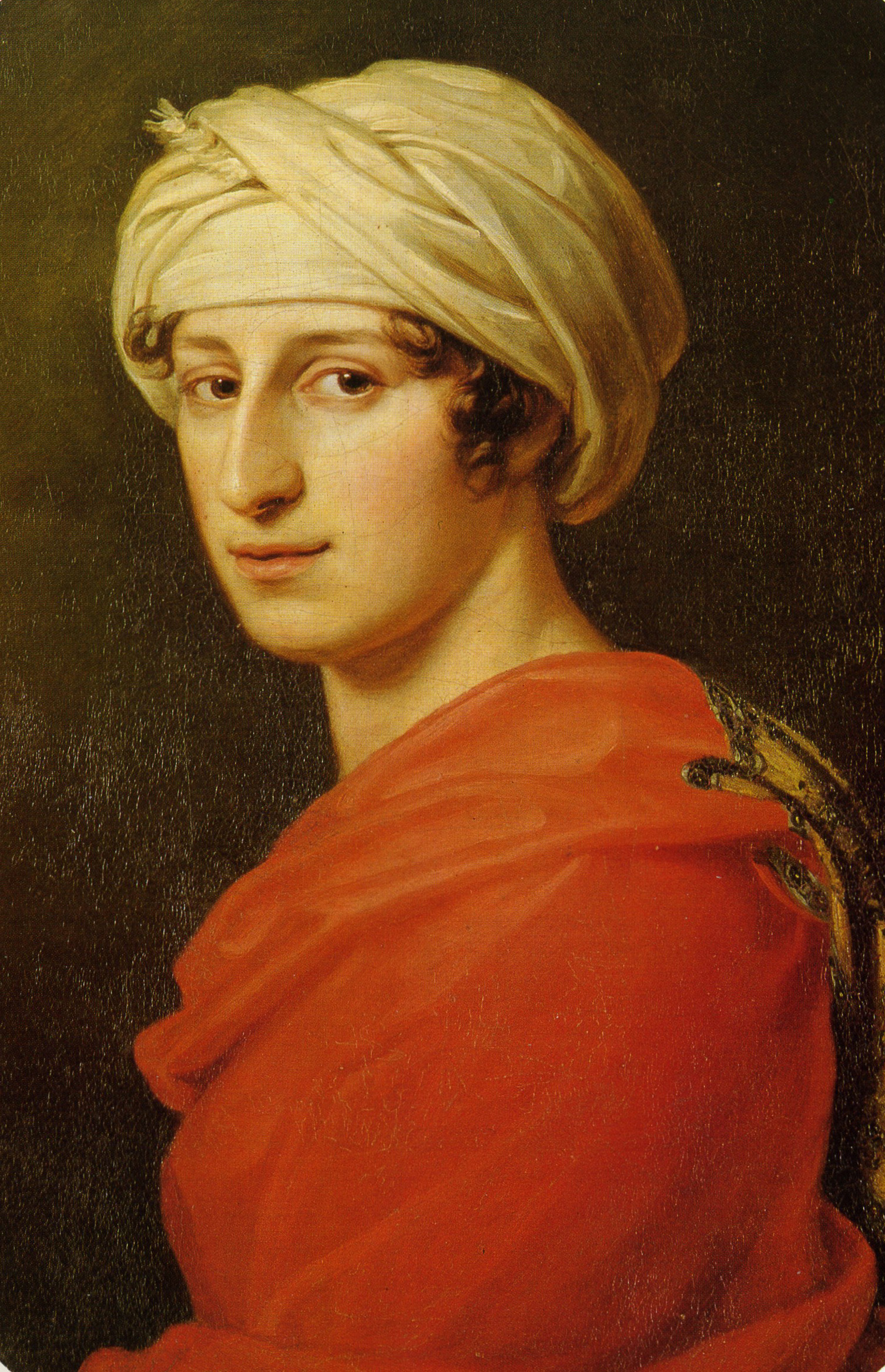
Antonie Brentanová (1808), malba Josepha Karla Stielera

Během pobytu v Teplicích v roce 1812 napsal Beethoven desetistránkový milostný dopis své „nesmrtelné milence“ (Unsterbliche Geliebte), který nikdy neodeslal. Identita zamýšlené příjemkyně je dosud předmětem debat. Mezi uvažované adresátky patří Antonie Brentanová, klavíristka Therese Malfattiová (provdaná von Droßdik), Josefína Brunsviková a její sestřenice Julie Guicciardiová. Muzikoložka Rita Steblinová i jiní autoři pokládají za jedinou opravdovou Beethovenovu lásku a adresátku dopisu „nesmrtelné milence“ hraběnku Josefínu Brunsvikovou.
Všechny uvedené ženy Beethoven během své první dekády ve Vídni považoval za spřízněné duše. Julie Guicciardiová s Beethovenem flirtovala, ale nikdy o něj neměla vážný zájem a v listopadu 1803 se provdala za Wenzela Roberta von Gallenberga. Beethoven později tvrdil svému pozdějšímu sekretáři a životopisci Antonu Schindlerovi, že Gucciardiová „za mnou přišla s pláčem, ale já ji odvrhnul.“
Antonie (Toni) Brentanová (rozená Birkenstocková), o deset let mladší než Beethoven, byla manželkou Franze Brentana, nevlastního bratra Bettiny Brentanové, která skladatele představila své rodině. Je možné, že Antonie a Beethoven spolu udržovali poměr v letech 1811–1812. Koncem roku 1812 Antonie opustila Vídeň se svým manželem a nikdy se už se skladatelem nesetkala (nejsou ani doklady o vzájemné korespondenci), přestože ve svém pozdějším věku o něm psala a mluvila s vřelými slovy.

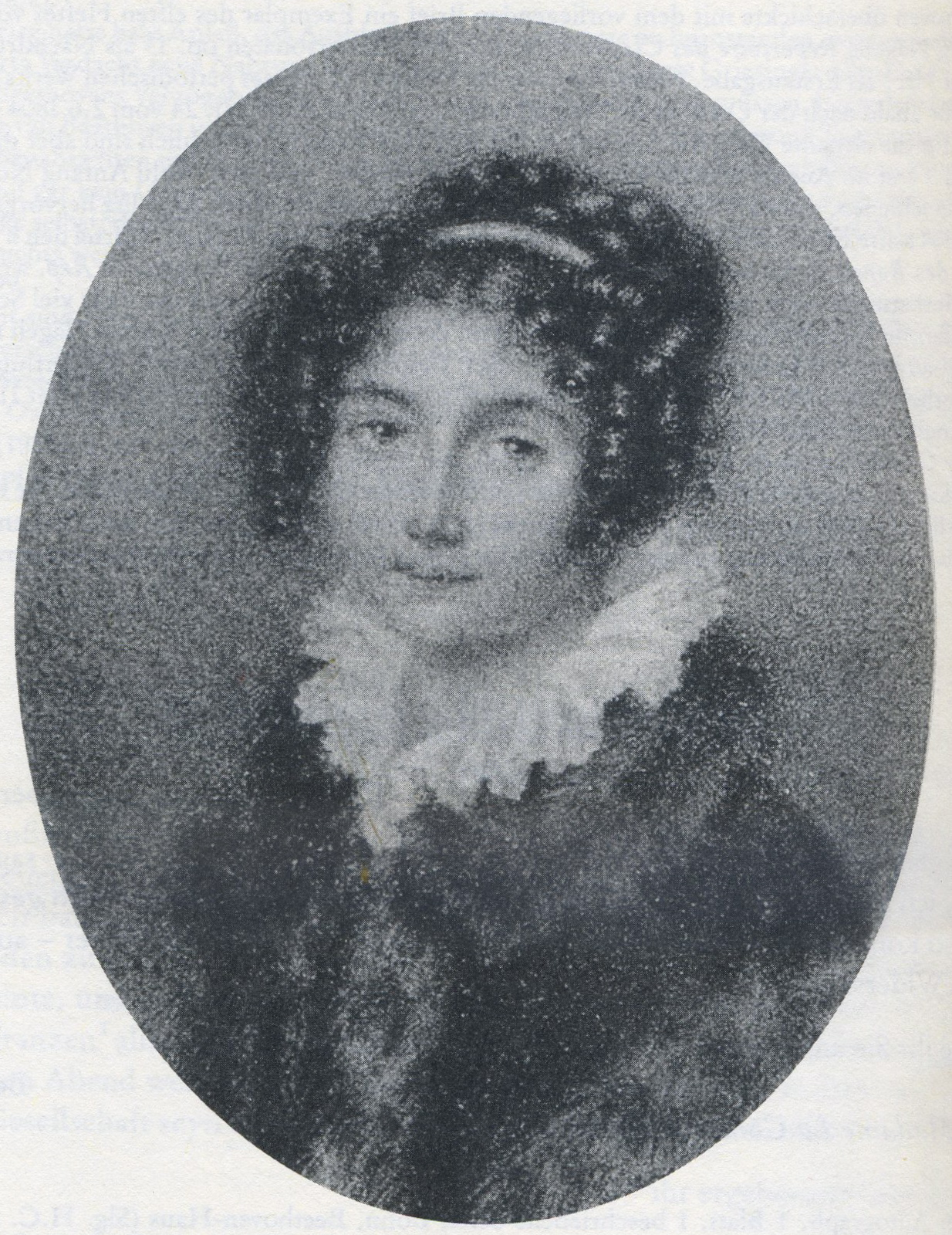
Hraběnka Josefína Brunsviková, miniatura tužkou od neznámého umělce, před rokem 1804

Josefína Brunsviková z Korompy byla uherská šlechtična, narozená 28. března 1779 v tehdejším Prešpurku (dnes Bratislava). Skladatel k ní choval vřelé city od doby, kdy ji vyučoval na klavír. Mezitím se vdala za postaršího hraběte Jana Josefa Deyma, kterému porodila čtyři děti. Beethoven zůstával pravidelným rodinným návštěvníkem. Po smrti hraběte v roce 1804 začal Beethoven Josefínu navštěvovat stále častěji a psát jí vášnivé dopisy. Josefína se snažila tuto romanci držet v tajnosti, na nátlak rodiny se však se skladatelem musela přestat vídat. Sňatkem s neurozeným Beethovenem by ztratila opatrovnická práva ke svým dětem. V dalších letech si prošla nešťastným manželstvím s estonským baronem Christophem von Stackelberg a několika mimomanželskými vztahy. S Beethovenem se však ještě několikrát tajně setkala, pravděpodobně také v Praze v červnu 1812. Toto setkání mohlo být podnětem k napsání dopisu „nesmrtelné milence“.
Therese Malfattiová byla neteří Beethovenova lékaře; v roce 1810 ji skladatel požádal o ruku. Bylo mu tehdy 40 let a jí 19, návrh byl odmítnut. Beethoven jí věnoval slavnou klavírní bagatelu, zvanou všeobecně Pro Elišku (Für Elise).
Po roce 1812 neexistují zprávy o žádném dalším Beethovenově milostném vztahu; z jeho tehdejší korespondence a pozdějších písemných komunikací („konverzačních sešitů“) však vyplývá, že se občas uchyloval k prostitutkám.

### 1813–1822: Uznání

#### Rodinné problémy

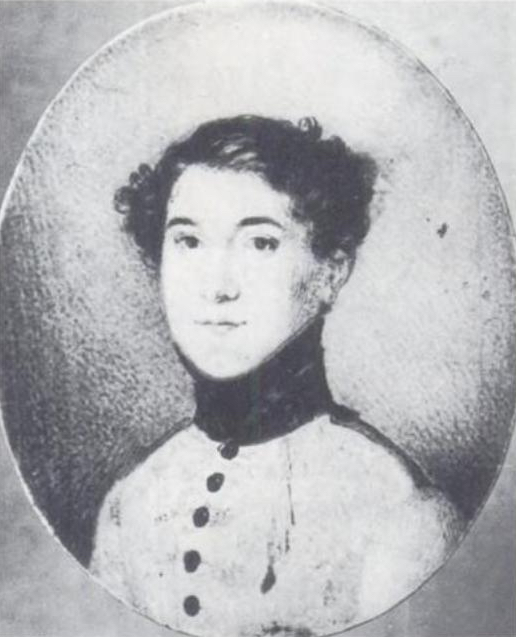
Karl van Beethoven, asi 1820: miniatura od neznámého autora

Na počátku roku 1813 Beethoven zjevně procházel těžkým emocionálním obdobím a méně komponoval. Také přestával dbát na svůj dříve úpravný zevnějšek, a upadalo i jeho společenské chování, obzvláště při jídle.
Jednou z příčin tohoto stavu mohly být rodinné problémy. Na konci října 1812 navštívil svého bratra Johanna. Přál si ukončit Johannovo soužití s Therese Obermayerovou, která již měla nemanželské dítě. Johanna však přesvědčit nedokázal. Dokonce se snažil intervenovat u místních občanských a církevních úřadů, ale Johann a Therese se přesto 8. listopadu vzali.
Skladateli dělal starosti i jeho druhý bratr Kaspar, který již delší dobu trpěl tuberkulózou. V roce 1813 mu Beethoven půjčil 1500 florinů a kvůli jejich splacení musel podstoupit komplikované právní kroky. Kaspar 15. listopadu 1815 své nemoci podlehl a Beethoven se okamžitě zapletl do zdlouhavého právního sporu s Kasparovou manželkou Johannou o poručenství k bratrovu synovi Karlovi, tehdy devítiletému. Beethovenovi se podařilo přimět Kaspara, aby ho určil za chlapcova výhradního poručníka. Pozdější dodatek v Kasparově poslední vůli však přidělil společné poručnictví Ludwigovi a Johanně. Beethovenovi se sice v lednu 1816 povedlo synovce vyvázat z Johanniny péče a umístit jej do soukromé školy, roku 1818 však ohledně Karla opět podstupoval právní spory. Beethovenovi se kvůli jeho neurozenému původu nepodařilo přivést svou záležitost před šlechtický soud. Případ byl 18. prosince 1818 předán vídeňskému magistrátnímu soudu, který skladatelovo výhradní poručnictví zrušil. Získal je zpět teprve v roce 1820 po intenzivním právním boji. Během následujících let Beethoven často zasahoval do života svého synovce způsobem, který Karl těžce nesl.

#### Poválečná Vídeň

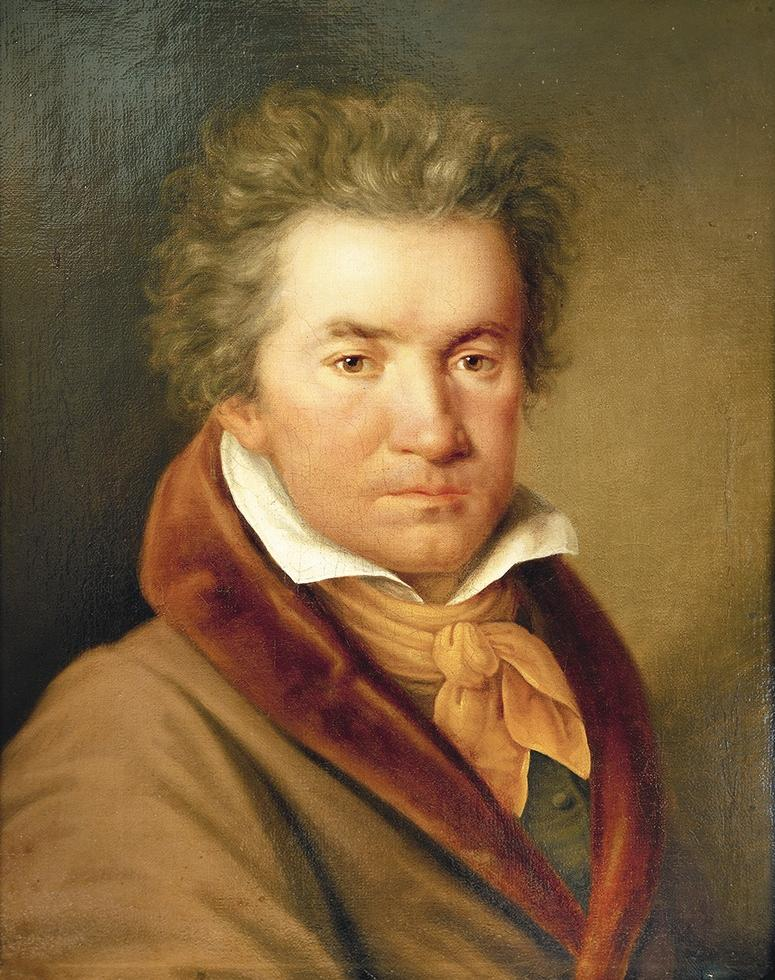
Beethoven v roce 1815: portrét od Josepha Willibrorda Mählera

Beethoven nakonec nalezl motivaci k tvorbě rozsáhlejší kompozice až v červnu 1813, kdy přišla zpráva o Napoleonově porážce v bitvě u Vitorie koalicí vedenou vévodou z Wellingtonu. Vynálezce Johann Nepomuk Mälzel skladatele přesvědčil, aby pro jeho mechanický nástroj panharmonikon napsal dílo připomínající tuto událost. Beethoven skladbu také upravil pro orchestr jako Wellingtonovo vítězství op. 91 (známé též jako Bitevní symfonie).
Poprvé byla skladba uvedena 8. prosince 1813, společně s Beethovenovou Sedmou symfonií op. 92, na charitativním koncertu pro oběti války. Úspěch koncertu vedl k jeho opakování 12. prosince. V orchestru zasedlo několik stávajících předních a budoucích významných hudebníků, kteří v té době ve Vídni přebývali, včetně Giacoma Meyerbeera a Domenica Dragonettiho. Ohlas díla si vysloužil jeho opakovaná uvedení na koncertech, uspořádaných skladatelem v lednu a únoru 1814. Tyto koncerty přinesly Beethovenovi větší zisk než kterékoliv jiné v jeho kariéře a umožnily mu zakoupení bankovních cenných papírů, které byly v době jeho smrti jeho nejcennějším majetkem.
Beethovenova obnovená popularita vedla k požadavkům na znovuuvedení Fidelia. Opera se ve své třetí revidované verzi dočkala při obnovené vídeňské premiéře v červenci 1813 kladného přijetí a v následujících letech se zde častokrát uváděla. Beethovenovi vydavatelé, Artaria, pověřili přípravou klavírního výtahu opery dvacetiletého Moschelese, který nadepsal „Dokončeno, s Boží pomocí!“ – k čemuž Beethoven dopsal „Ó člověče, pomoz si sám.“ Toho léta Beethoven zkomponoval první klavírní sonátu po pěti letech (Sonáta č. 27 e moll, op. 90). Také se připojil k řadě dalších skladatelů, kteří skládali hudbu v patriotickém duchu k pobavení hlav států a diplomatů, účastnících se vídeňského kongresu, který začal v listopadu 1814. Jeho příspěvkem byla kantáta „Der glorreiche Augenblick“ op. 136 („Slavný okamžik“) a podobná sborová díla, která slovy Maynarda Solomona „zvýšila Beethovenovu popularitu, [ale] sotva přispěla k posílení jeho pověsti vážného skladatele.“
Během uvádění „arcivévodského“ tria v dubnu a květnu 1814 Beethoven odehrál svá poslední veřejná vystoupení jako klavírní sólista. Skladatel Louis Spohr toto vystoupení komentoval: „klavír byl silně rozladěný, což Beethovenovi příliš nevadilo, protože jej neslyšel… umělcova virtuozita byla ta tam… hluboce mě to zarmoutilo.“ Od roku 1814 Beethoven používal pro konverzaci ušní trumpety navržené Johannem Mälzelem.
Beethovenovy skladby z roku 1815 zahrnují expresivní druhou verzi zhudebnění básně An die Hoffnung (op. 94). Ve srovnání s jeho první verzí z roku 1805 (dárek pro Josefínu Brunsvikovou) byla „mnohem dramatičtější… Celá je prodchnuta duchem operního jeviště.“ Zdá se však, že začal ztrácet tvůrčí energii: kromě těchto děl napsal jen dvě violoncellové sonáty op. 102 č. 1 a 2, a několik menších skladeb. Dále začal pracovat na šestém klavírním koncertu, posléze však kompozice zanechal.

#### Odmlka

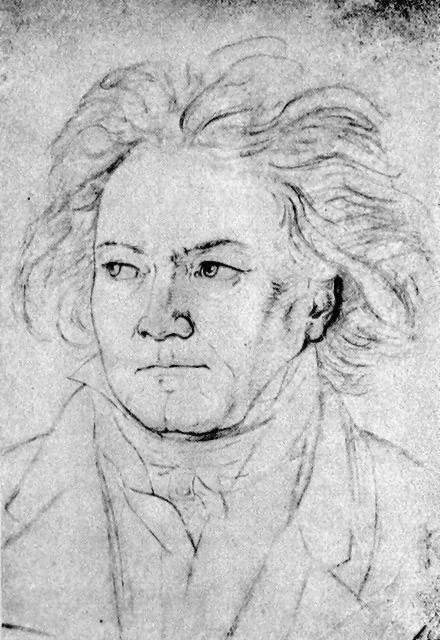
Beethoven v roce 1818, kresba Augusta Kloebera

V letech 1815 až 1819 se Beethovenova produkce dále snížila na úroveň, nemající v jeho dospělém životě obdoby. Skladatel tento pokles částečně připisoval své zdlouhavé nemoci (nazýval ji „zánětlivá horečka“), kterou trpěl více než rok, počínaje říjnem 1816. Maynard Solomon naznačuje, že výpadek tvorby byl bezpochyby také důsledkem přetrvávajících právních problémů týkajících se jeho synovce Karla a též skladatelovým poznáním, že se stále více míjí s dobovými hudebními trendy. Necítil sympatie k vývoji německého romantismu, který si osvojil prvek nadpřirozena (jako v operách Louise Spohra, Heinricha Marschnera a Carla Marii von Webera), navíc také „odolával nastupující romantické fragmentaci cyklických forem klasického období do malých forem a lyrických náladových skladeb“ a místo toho se obrátil ke studiu Bacha, Händela a Palestriny. V roce 1817 obnovil starou známost s Mälzelem, který mu úspěšně představil svůj nově vynalezený metronom. Mezi několik málo rozsáhlejších děl, které během těchto let Beethoven dokončil, patří sonáta Pro kladívkový klavír (Hammerklavier) z roku 1818 (sonáta č. 29 B dur, op. 106) a jeho zhudebnění básní Aloise Jeittelese, An die ferne Geliebte („Vzdálené milé“) op. 98, (1816), které zavedlo do klasického repertoáru písňový cyklus. Od roku 1818 pracoval na náčrtech, ze kterých později vznikly části jeho poslední, Deváté symfonie.
Počátkem roku 1818 se skladatelovo zdraví zlepšilo a jeho synovec Karl, nyní jedenáctiletý, se k němu v lednu přestěhoval (ačkoli během dalšího roku jej jeho matka soudně získala zpět do své péče). Tou dobou se Beethovenovi dále značně zhoršil sluch, což jej donutilo konverzovat s ostatními písemně pomocí poznámkových bloků. Tyto „konverzační sešity“ se staly bohatým písemným pramenem z období jeho následujícího života. Obsahují diskuse o hudbě, obchodních záležitostech a osobním životě; jsou také cenným pramenem ke skladatelovým kontaktům a představám o zamýšleném provozování jeho hudby, a také k jeho názorům na hudební umění. Zlepšily se také poměry v jeho domácnosti; Nanette Streicherová, která o něj pečovala během jeho nemoci, mu nadále poskytovala určitou výpomoc, skladatel také konečně našel zkušeného kuchaře. Důkazem úcty, které se Beethoven těšil v Anglii, byl v roce 1818 dar klavíru Broadwood majitelem společnosti Thomasem Broadwoodem, za což mu skladatel vyjádřil vděk. Necítil se však zdráv na to, aby toho roku na pozvání Philharmonic Society navštívil Londýn.

#### Obnovení tvorby

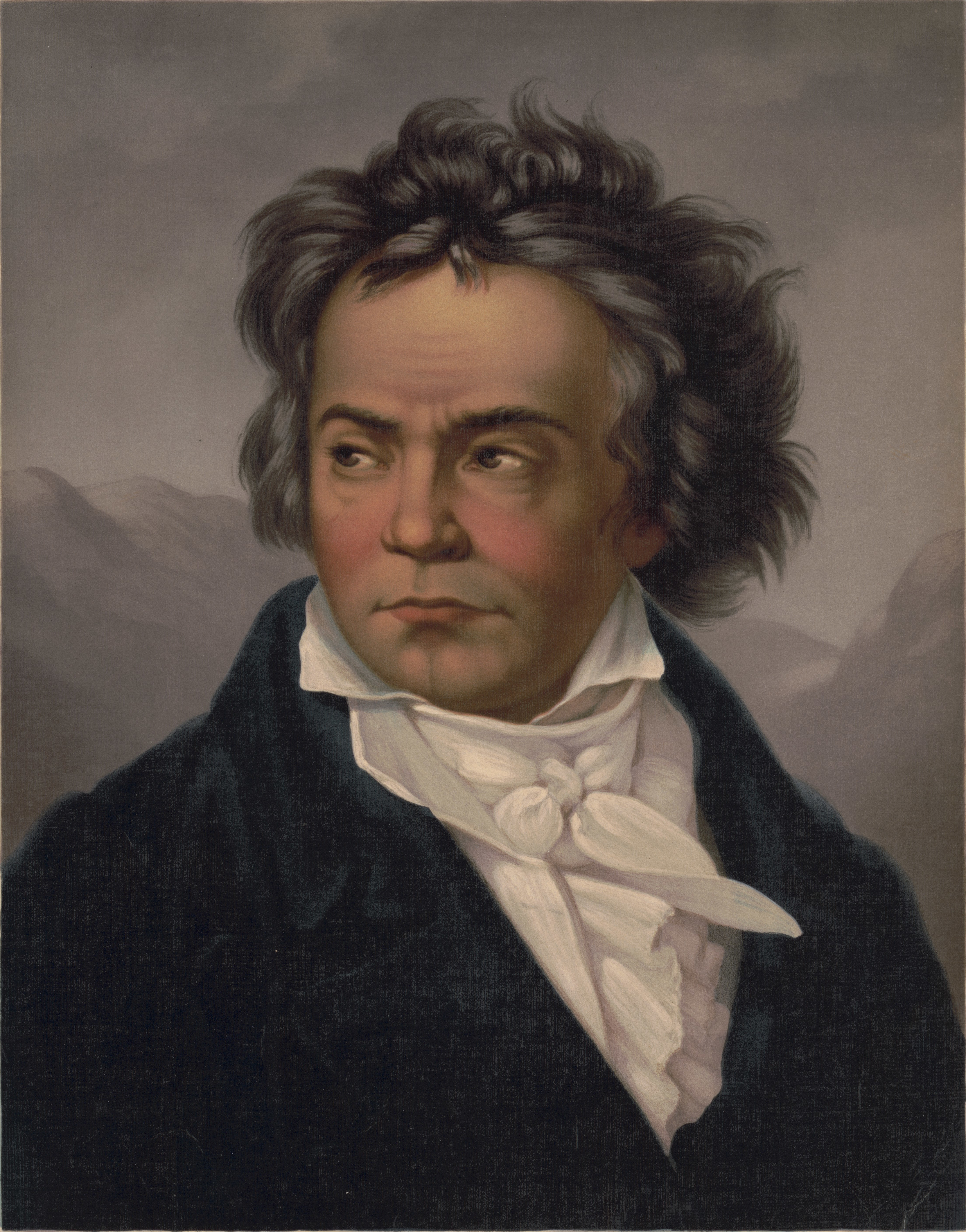
Beethoven roku 1819: portrét od Ferdinanda Schimona

Přestože Beethoven tou dobou věnoval mnoho času a úsilí probíhajícím právním bitvám o Karlovo poručnictví, zahrnujícím rozsáhlou korespondenci a lobbování, nastaly roku 1819 dvě události, které jej podnítily k tvorbě rozsáhlých děl. První bylo oznámení o povýšení arcivévody Rudolfa na olomouckého arcibiskupa, které odstartovalo práci na Missa Solemnis op. 123, jež měla být připravena k Rudolfově intronizaci v březnu 1820. Druhou byla nabídka vydavatele Antonia Diabelliho určená padesáti vídeňským skladatelům, včetně Beethovena, Franze Schuberta, Czernyho a osmiletého Franze Liszta, aby každý sestavil variace na jím poskytnuté téma. Beethoven chtěl překonat ostatní soutěžící a do poloviny roku 1819 již dokončil 20 variací, tvořících část pozdějších 33 variací na Diabelliho valčík op. 120. Obě tato díla zůstala několik let nedokončena. Téhož roku 1819 se skladateli dostalo významné pocty: arcivévoda kardinál Rudolf mu věnoval soubor svých čtyřiceti klavírních variací na Beethovenovo téma (WoO 200). O Beethovenově portrétu od Ferdinanda Schimona z téhož roku, který se navzdory jeho uměleckým nedostatkům stal v následujícím století jedním z jeho nejznámějších vyobrazení, napsal Schindler, že je „v zachycení tohoto obzvláštního vzhledu, majestátního čela … pevně sevřených úst a brady ve tvaru mušle, … věrnější skutečnosti než jakýkoli jiný Beethovenův obraz.“
Beethovenovo několikaleté úsilí napsat pro Rudolfa mši nebylo motivováno tradiční katolickou zbožností. I když se narodil jako katolík, forma náboženství praktikovaná u dvora v Bonnu, kde vyrůstal, byla podle slov Maynarda Solomona „kompromisní ideologií, která umožňovala relativně poklidné soužití církve a racionalismu“. Beethovenův Tagebuch (deník, který nepravidelně vedl mezi lety 1812 a 1818), ukazuje jeho zájem o řadu náboženských filozofií, včetně indické, egyptské, orientální a hymnů Rgvéda. V dopise Rudolfovi z července 1821 Beethoven vyjadřuje svou víru v osobního Boha: „Bůh… vidí do mého nejvnitřnějšího srdce a ví, že jako člověk vykonávám svědomitě a při všech příležitostech povinnosti, které mi lidství, Bůh a příroda přikazují. “ Jeden z náčrtů Missy Solemnis nadepsal „Prosba o vnitřní a vnější mír“.
Beethovenovo postavení stvrdila série Concerts sprituels, pořádaná ve Vídni sbormistrem Franzem Xaverem Gebauerem v sezónách 1819/1820 a 1820/1821, během nichž se hrálo všech jeho osm dosavadních symfonií, plus oratorium Kristus na hoře Olivetské a Mše C dur. Jejich autorovi to nijak neimponovalo: když v konverzačním sešitu z dubna 1820 jeden přítel zmínil Gebauera, Beethoven napsal v odpověď „Geh! Bauer“ („Pche, sedlák!“).
Právě toho roku 1819 s Beethovenem navázal první styky vydavatel Moritz Schlesinger, který si získal skladatelovu důvěru. Schlesinger si mimo jiné zajistil jeho tři poslední klavírní sonáty a poslední kvartety; skladatele také lákalo, že Schlesinger disponoval vydavatelstvími v Německu a Francii a kontakty v Anglii, což mohlo překonat problémy s pirátským vydáváním jeho děl. První ze tří sonát, na které Beethoven v roce 1820 uzavřel smlouvu se Schlesingerem, s cenou 30 dukátů na sonátu (což dále odsunulo dokončení mše), poslal vydavateli na konci roku (Sonáta č. 30 E dur, op. 109, věnovaná Maximilianě, dceři Antonie Brentanové).

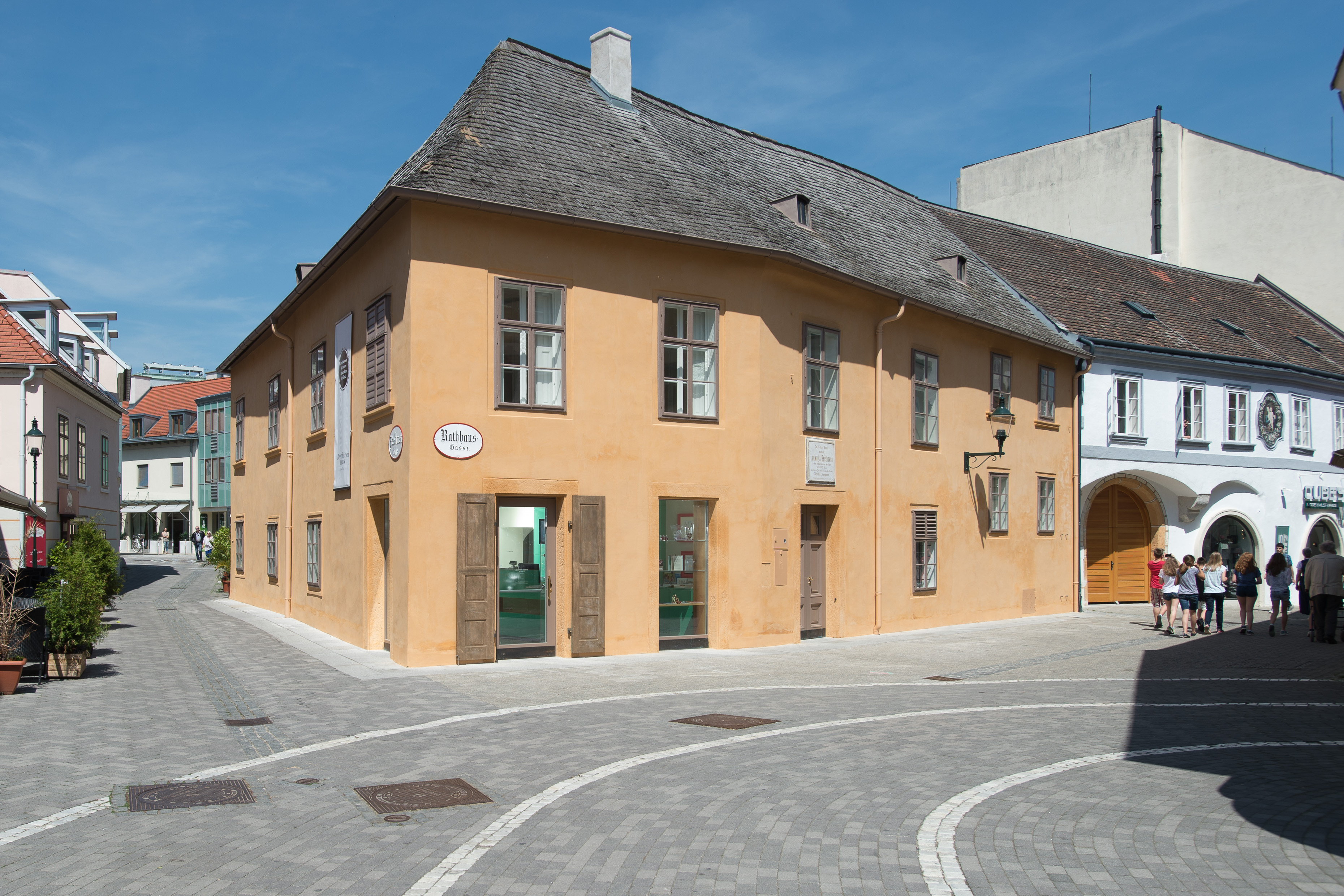
Dům na Rathausgasse 10 v Badenu, v němž se Beethoven ubytovával na letní měsíce v letech 1821 až 1823. Dnes slouží jako muzeum (Beethovenhaus Baden). Skladatel v Badenu strávil celkem 15 letních sezón.

Začátek roku 1821 zastihl skladatele opět ve špatném zdravotním stavu, trpěl revmatismem a žloutenkou. Přesto pokračoval v práci na zbývajících klavírních sonátách, které slíbil Schlesingerovi (v prosinci byla vydána Sonáta č. 31 As dur op. 110), a na mši. Začátkem roku 1822 se snažil usmířit se svým bratrem Johannem, s jehož sňatkem v roce 1812 nesouhlasil. Johann jej nyní začal pravidelně navštěvovat (jak o tom svědčí dobové konverzační sešity) a začal mu pomáhat v jeho obchodních záležitostech, včetně toho, že mu půjčil peníze výměnou za práva k některým jeho skladbám. Skladatel také hledal cesty ke smíru s matkou svého synovce, včetně finančních příspěvků, ačkoli tomu se naopak stavěl na odpor Karl. Beethovenovy finanční vyhlídky zlepšily dvě zakázky na konci roku 1822. V listopadu jej oslovila londýnská Královská filharmonická společnost s poptávkou na symfonii. Zakázku s potěšením přijal, londýnskou společnost považoval za důstojný stánek pro devátou symfonii, na které pracoval. V listopadu také kníže Nikolaj Borisovič Golicyn z Petrohradu objednal u Beethovena tři smyčcové kvartety, za cenu jakou si řekne. Beethoven nasadil cenu vysoko, na 50 dukátů za kvartet.
V roce 1822 začal jako neplacený skladatelův sekretář pracovat Anton Schindler, který se v roce 1840 stal jedním z Beethovenových nejranějších a nejvlivnějších (ale ne vždy spolehlivých) životopisců. Později tvrdil, že do okruhu Beethovenových blízkých patřil od roku 1814, pro to však neexistují žádné důkazy. Cooper poznamenává, že „Beethoven si velmi cenil jeho služeb, ale neměl o něm valné mínění jako o člověku.“

### 1823–1827: Poslední léta
Rok 1823 byl svědkem dokončení tří významných děl, která všechna Beethovena zaměstnávala několik let, konkrétně Missy Solemnis, Deváté symfonie a Diabelliho variací.
Rukopis dokončené Mše předal Beethoven Rudolfovi 19. března (více než rok po arcivévodově arcibiskupské instalaci). Nepospíchal však s její publikací nebo veřejným uvedením, protože dostal nápad profitovat z díla prodejem rukopisů mše různým dvorům v Německu a Evropě po 50 dukátech. Jedním z mála, kteří tuto nabídku přijali, byl francouzský král Ludvík XVIII., který také poslal Beethovenovi těžký zlatý medailon. Práce na symfonii a variacích zabraly skladateli většinu zbytku pracovního roku. Diabelli doufal, že bude moci vydat obě díla, ale potenciální hodnota mše vyprovokovala mnoho dalších vydavatelů, kteří o ni u Beethovena soupeřili, včetně Schlesingera a Carla Friedricha Peterse (nakonec ji získal Schott).

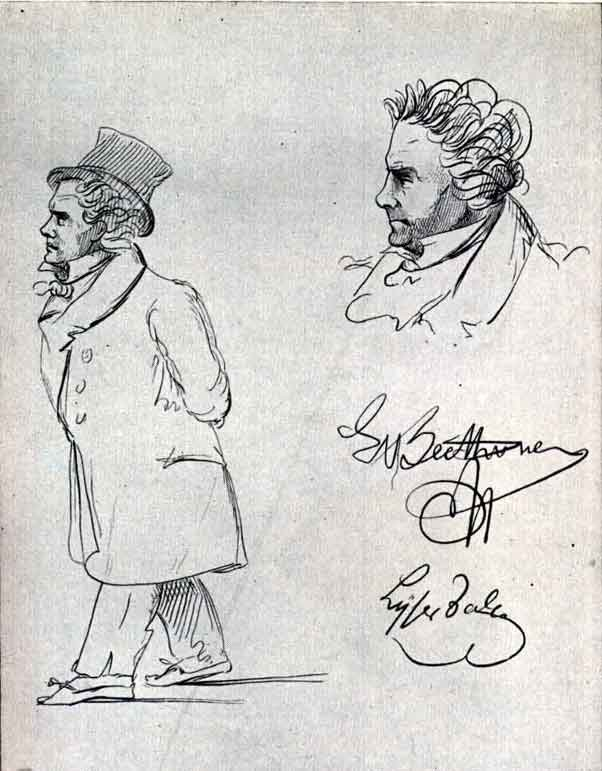
Beethovenova karikatura od Johanna Lysera, 1823

Beethoven začal být rozmrzelý z přístupu Vídeňanů k jeho dílům. Kritikovi Johannu Friedrichu Rochlitzovi, který jej navštívil v roce 1822, řekl:

Ode mne tu nic neuslyšíte… Fidelio? Nesmí se uvádět, ani jej nikdo nechce slyšet. Symfonie? Nemají na ně čas. Mé koncerty? Každý omílá jenom to, co si sám napsal. Sólové kusy? Ty už dávno vyšly z módy, a zde móda znamená vše. Nanejvýš Schuppanzigh občas vyhrabe nějaký kvartet.

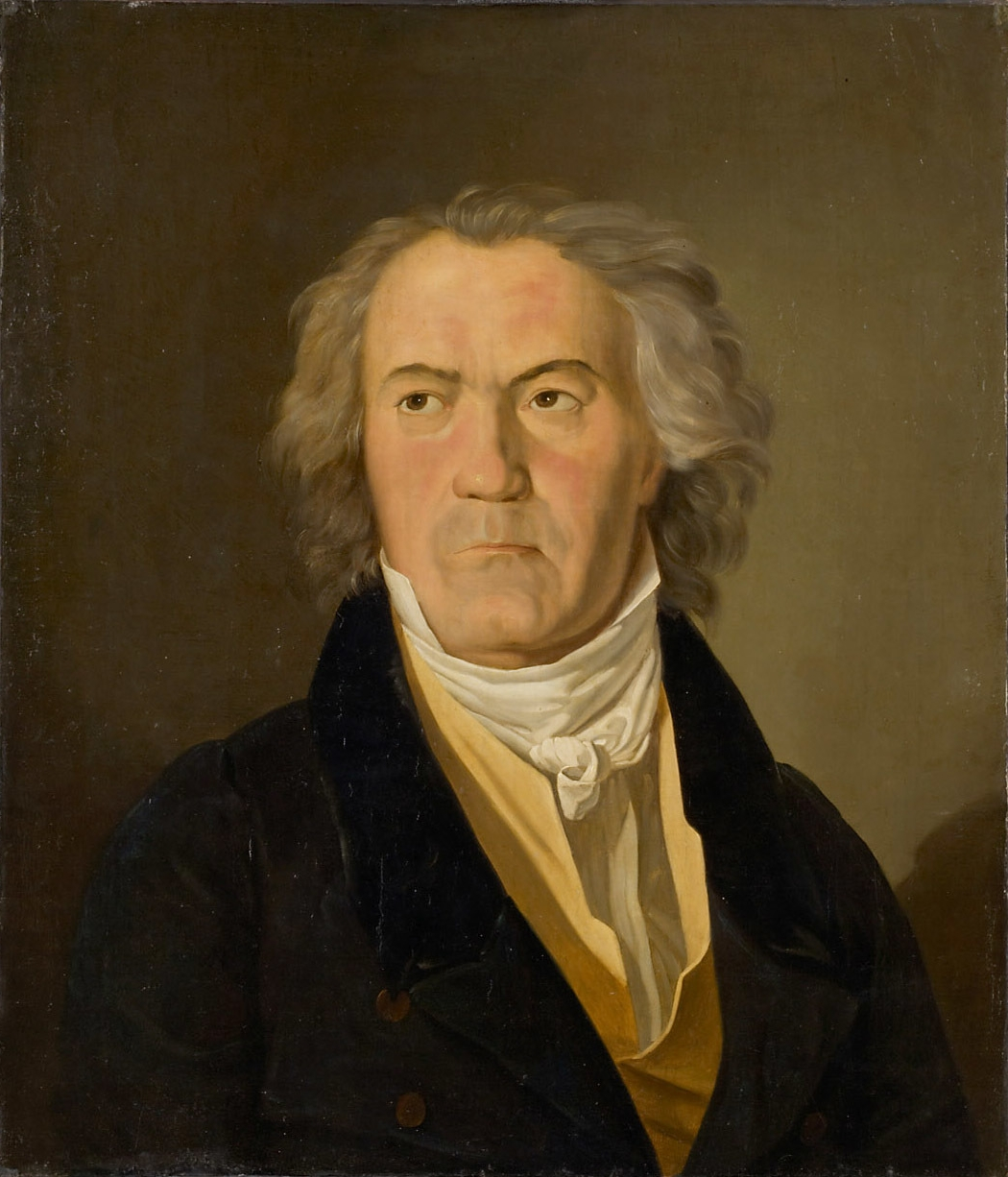
Beethoven v roce 1823, malba Ferdinanda Georga Waldmüllera

Začal proto sondovat možnost premiéry Mše a Deváté symfonie v Berlíně. Když se o tom jeho vídeňští obdivovatelé dozvěděli, žádali ho o uvedení děl ve Vídni. Beethoven se nechal přemluvit a dne 7. května 1824 symfonie poprvé zazněla spolu s částmi Missy Solemnis v Kärntnertortheateru a měla velký ohlas. Beethoven stál vedle dirigenta Michaela Umlaufa během dirigování (Umlauf však varoval zpěváky a orchestr, aby jej ignorovali), a kvůli své hluchotě si ani nevšiml potlesku, který následoval, dokud jej neobrátili čelem k publiku. Allgemeine musikalische Zeitung se rozplýval: „nevyčerpatelný génius nám ukázal nový svět“, a Carl Czerny napsal, že symfonie „vane tak svěžím, živým, skutečně mladistvým duchem… tolik síly, inovací a krásy jako vždy [pochází] z hlavy tohoto jedinečného muže, i když jistě někdy vzbuzuje pohoršení staromilců.“ Koncert Beethovenovi velký zisk nevynesl, protože náklady na jeho uspořádání byly značné. Druhý koncert 24. května, za který mu producent zaručil minimální odměnu, měl chabou návštěvnost; synovec Karl poznamenal, že „mnoho lidí již odcestovalo na venkov“. Byl to Beethovenův poslední veřejný koncert. Beethoven obvinil Schindlera z podvodu nebo špatného vedení záznamů o prodeji vstupenek a následně jej jako svého sekretáře nahradil Karlem Holzem (druhým houslistou v Schuppanzighově kvartetu), ale během roku 1826 se pak se Schindlerem usmířil.
Navzdory zhoršujícímu se zdraví začal pracovat na smyčcových kvartetech pro Golicyna. První z nich, Kvartet Es dur, op. 127, poprvé zahrálo Schuppanzighovo kvarteto v březnu 1825. Při psaní dalšího Kvartetu a moll, op. 132, v dubnu 1825 postihla skladatele náhlá nemoc. Během zotavování v Badenu zakomponoval do kvarteta pomalou větu, které dal titul „Heiliger Dankgesang eines Genesenen an die Gottheit, in der lydischen Tonart“ („Posvátný zpěv díků uzdraveného člověka božstvu, v lydické tónině“). Dalším dokončeným kvartetem byl třináctý, B dur, op. 130. Poslední z jeho šesti vět, kontrapunktická, se během premiéry v březnu 1826, provedené opět Schuppanzighovým kvartetem, ukázala jako velmi obtížná jak pro interprety, tak pro publikum. Vydavatelé Artaria přesvědčili Beethovena, aby za příplatek napsal nové finále a vydal poslední větu jako samostatné dílo (Velká fuga op. 133). Z této řady kvartetů si Beethoven nejvíce cenil posledního, cis moll op. 131, který považoval za svoji nejdokonalejší samostatnou skladbu.
Beethovenovy vztahy se synovcem Karlem zůstávaly i nadále bouřlivé; ve skladatelových dopisech Karlovi zaznívaly příkazy a výčitky. V srpnu se Karl, poté, co navštívil svou matku navzdory Beethovenově vůli, pokusil o sebevraždu střelením do hlavy. Přežil a po propuštění z nemocnice se odešel zotavit do obce Gneixendorf poblíž města Kremže, v doprovodu Ludwiga a druhého strýce Johanna. Během pobytu v Gneixendorfu Beethoven dokončil další kvartet (F dur op. 135), který zaslal Schlesingerovi. Do rukopisu, pod úvodní pomalé akordy v poslední větě napsal Beethoven „Muss es sein?“ („Musí to být?“); odpověď, uvedená nad rychlejším hlavním tématem věty, zní „Es muss sein!“ („Musí to být!“). Celá věta má název „Der schwer gefasste Entschluss“ („Obtížné rozhodnutí“). V listopadu pak Beethoven dokončil svoji poslední skladbu, náhradní finále pro kvartet op. 130. Skladatel již tou dobou trpěl nemocí a depresemi, začal se hádat s Johannem, kterého nutil, aby učinil svým dědicem Karla místo své ženy.

### Smrt

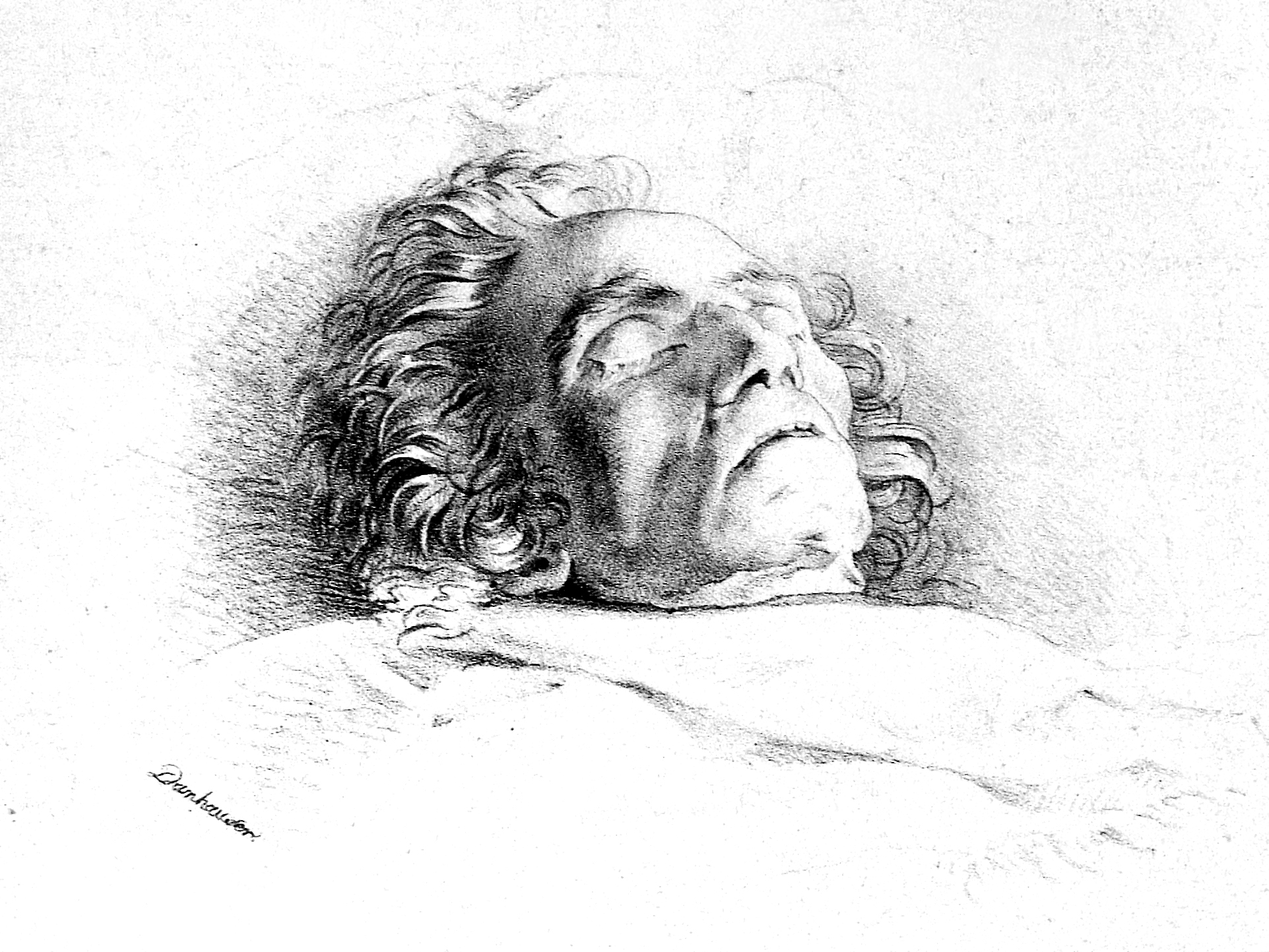
Beethoven na smrtelné posteli; skica Josefa Danhausera

Na zpáteční cestě z Gneixendorfu do Vídně v prosinci 1826 Beethovena znovu zasáhla nemoc. Začal jej navštěvovat Dr. Andreas Wawruch, který si v prosinci všiml příznaků zahrnujících horečku, žloutenku a otoky končetin, kašel a dýchací potíže. Skladatel podstoupil několik operací s cílem odvést z břicha přebytečnou tekutinu.
Karl zůstal v prosinci u Beethovenova lože, ale začátkem ledna odešel do Jihlavy narukovat do armády a svého strýce už znovu nikdy neviděl, i když mu krátce nato napsal: „Můj drahý otče… Žiji tu spokojeně a lituji jen svého odloučení od Vás.“ Ihned po Karlově odchodu napsal Beethoven závěť, díky níž se synovec stal jeho univerzálním dědicem. Později během ledna skladatele navštívil dr. Malfatti, jehož léčba (poté, co uznal nezvratnost stavu pacienta) převážně spočívala v podávání alkoholu. Když se roznesly zprávy o závažnosti skladatelova stavu, přišlo jej navštívit mnoho starých přátel, včetně Diabelliho, Schuppanzigha, Schindlera, skladatele Johanna Nepomuka Hummela a jeho žáka Ferdinanda Hillera. Jeho příznivci mu také zaslali mnoho poct a darů, včetně 100 liber od londýnské Královské filharmonické společnosti a bedny drahého vína od Schotta. V této době zůstával Beethoven téměř trvale upoután na lůžko i přes občasné odvážné pokusy se vyburcovat k aktivitě. Dne 24. března řekl Schindlerovi a ostatním přítomným „Plaudite, amici, comoedia finita est“ („Tleskejte, přátelé, komedie je u konce.“) Později toho dne, když dorazilo víno od Schotta, zašeptal, „Škoda – příliš pozdě.“

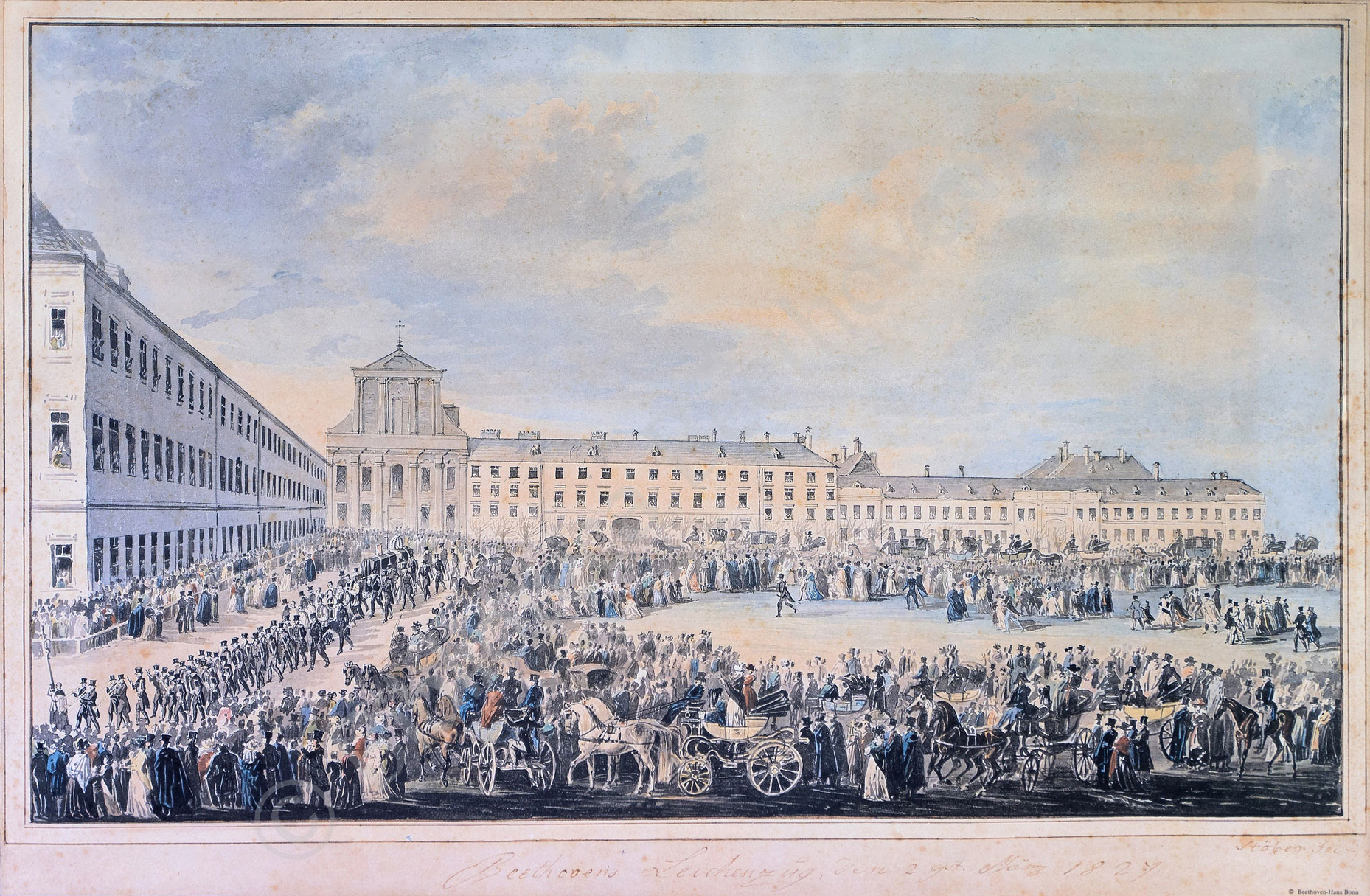
Beethovenův pohřební průvod: akvarel F. X. Stoebera

Beethoven zemřel 26. března 1827 ve věku 56 let; přítomni byli pouze jeho přítel Anselm Hüttenbrenner a „Frau van Beethoven“ (snad bratrova žena Johanna van Beethoven). Podle Hüttenbrennera se asi v pět odpoledne zablesklo a zahřmělo: „Beethoven otevřel oči, zvedl pravou ruku a několik sekund hleděl vzhůru, s pěstí zaťatou… ustal dech a tlukot srdce.“ Ke smrtelnému loži přišlo mnoho návštěvníků; řada z nich si odnesla pramen vlasů mrtvého, mezi nimi i Hüttenbrenner a Hiller. Pitva odhalila rozsáhlé poškození jater, které mohlo být způsobeno nadměrnou konzumací alkoholu a také značnou dilataci sluchových a dalších souvisejících nervů. Podle genetického výzkumu Beethovenových vlasů, zveřejněného v roce 2023, měl Beethoven hepatitidu B, která na něj zřejmě byla přenesena jeho matkou při porodu. Beethoven měl v sobě téměř stonásobně vyšší koncentraci olova, než je normální, ale to patrně nebylo příčinou úmrtí.
Beethovenova pohřebního průvodu ve Vídni 29. března 1827 se zúčastnilo odhadem 10 000 lidí. Mezi nosiče pochodní patřil i Franz Schubert a houslista Joseph Mayseder. Zazněla pohřební řeč od básníka Franze Grillparzera. Beethoven byl pohřben na hřbitově ve Währingu, severozápadně od Vídně, po mši v kostele Nejsvětější Trojice (Dreifaltigkeitskirche) v Alserstrasse. V roce 1863 byly skladatelovy ostatky exhumovány k prozkoumání a v roce 1888 přeneseny na vídeňský hřbitov Zentralfriedhof, kde byly uloženy do hrobu sousedícího s hrobem F. Schuberta.

## Beethoven a české země

### Skladatelovy pobyty v českých zemích
Ludwig van Beethoven navštívil během svého života české země několikrát. Pobýval především v Praze, Teplicích, Františkových Lázních a na zámku v Hradci u Opavy. Kromě toho měl řadu přátel a mecenášů z řad české zemské šlechty. Do jeho uměleckých kruhů patřili i čeští hudebníci a skladatelé.

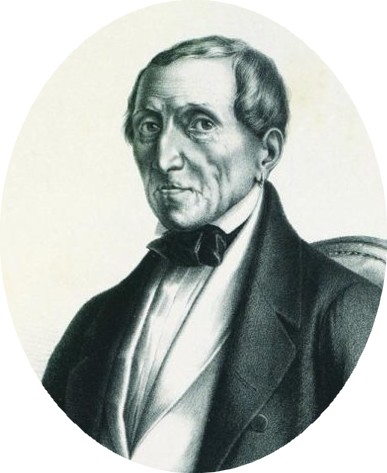
Jan Nepomuk Kaňka z Prahy se stal Beethovenovým právním poradcem

Beethoven poprvé zavítal do Čech v únoru 1796, kdy v rámci koncertní cesty do Německa několik týdnů pobýval v Praze. Přijel sem v doprovodu přítele Karla knížete Lichnovského a ubytoval se v hotelu „U zlatého jednorožce“ na Malé Straně. Beethoven hrál především v salonech pražské šlechty, 11. března také koncertoval v pražském Konviktu. V Praze složil několik menších děl, jako Dechový sextet, op. 71, Klavírní sonátu č. 20, op. 49, č. 2 a dále skladby věnované mladé Josefině Claryové, dceři Filipa hraběte Clary-Aldringen, a to árii Ah, perfido, op. 65 a několik skladeb pro mandolínu. V Praze se také seznámil s advokátem Janem Nepomukem Kaňkou, který mu později poskytoval právní pomoc ve sporu s Kinskými a Lobkowiczi ohledně přislíbené renty.
Podruhé Prahu navštívil koncem září 1798. Provedl tehdy dva veřejné koncerty v sále Konviktu, na nichž zahrál své klavírní koncerty op. 15 a op. 19, dále části Sonáty A dur, op. 2 a variaci na Mozartovo téma. Kromě toho vystoupil soukromě u hraběte Clam-Gallase, kde hrál Rondo ze Sonáty A dur a improvizaci na téma „Ah vous dirai-je, Maman“. To byl jeho poslední pražský koncert.

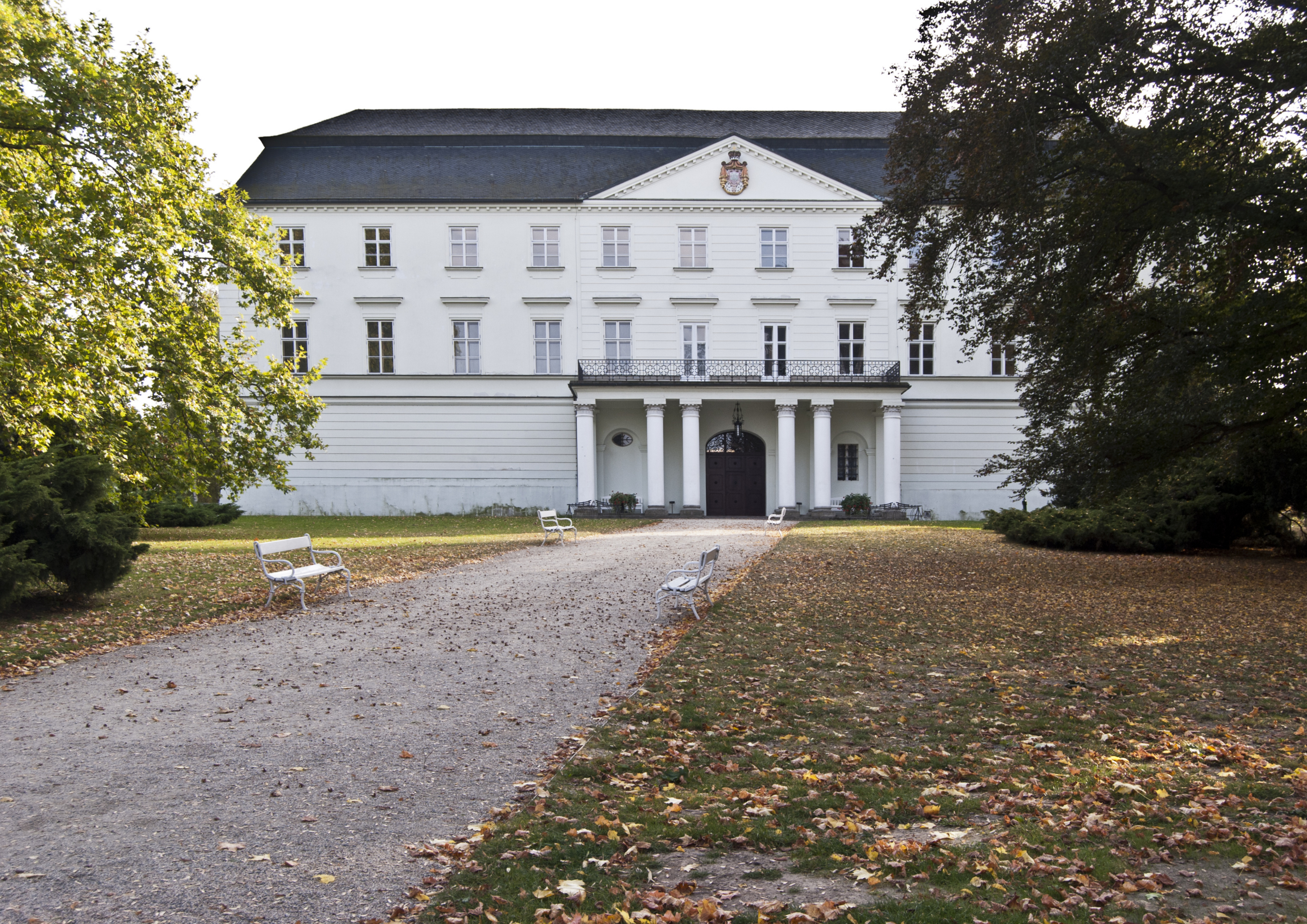
Bílý zámek v Hradci nad Moravicí, místo skladatelova pobytu v letech 1806 a 1811

Na pozvání přítele a mecenáše Karla knížete Lichnovského pobýval Beethoven od července do září 1806 na jeho zámku v Hradci u Opavy. Seznámil se tam s hrabětem Franzem Oppersdorffem, který se stal jeho hudebním ctitelem.
Na radu lékaře dr. Malfattiho a přítelkyně Bettiny Brentanové odjel Beethoven v polovině srpna 1811 do Teplic. Tamější lázně byly doporučovány pro léčbu chorob smyslového ústrojí, což mohlo skladateli pomoci při jeho poruše sluchu. Do Teplic přicestoval přes Prahu a ubytoval se v domě U zlaté harfy, čp. 75, společně s přítelem Franzem Olivou. Mezi tehdejšími lázeňskými hosty se nacházela řada významných spisovatelů a umělců, se kterými se Beethoven seznámil. Patřil mezi ně například spisovatel Karl August Varnhagen von Ense, houslista Giovanni Polledro, básnířka Elisa von der Recke a její přítel Christoph August Tiedge. Skladatel zde také poznal zpěvačku Amalii Sebaldovou, ke které citově vzplanul. Během svého pobytu složil výše uvedenou scénickou hudbu Die Ruinen von Athen a König Stephan a pracoval i na dalších skladbách. Koncem září lázně opustil, cestou domů se zastavil na zámku v Hradci u Opavy. V Hradci se zdržel pouze čtyři dny a snad zde vyslechl provedení mše C dur.

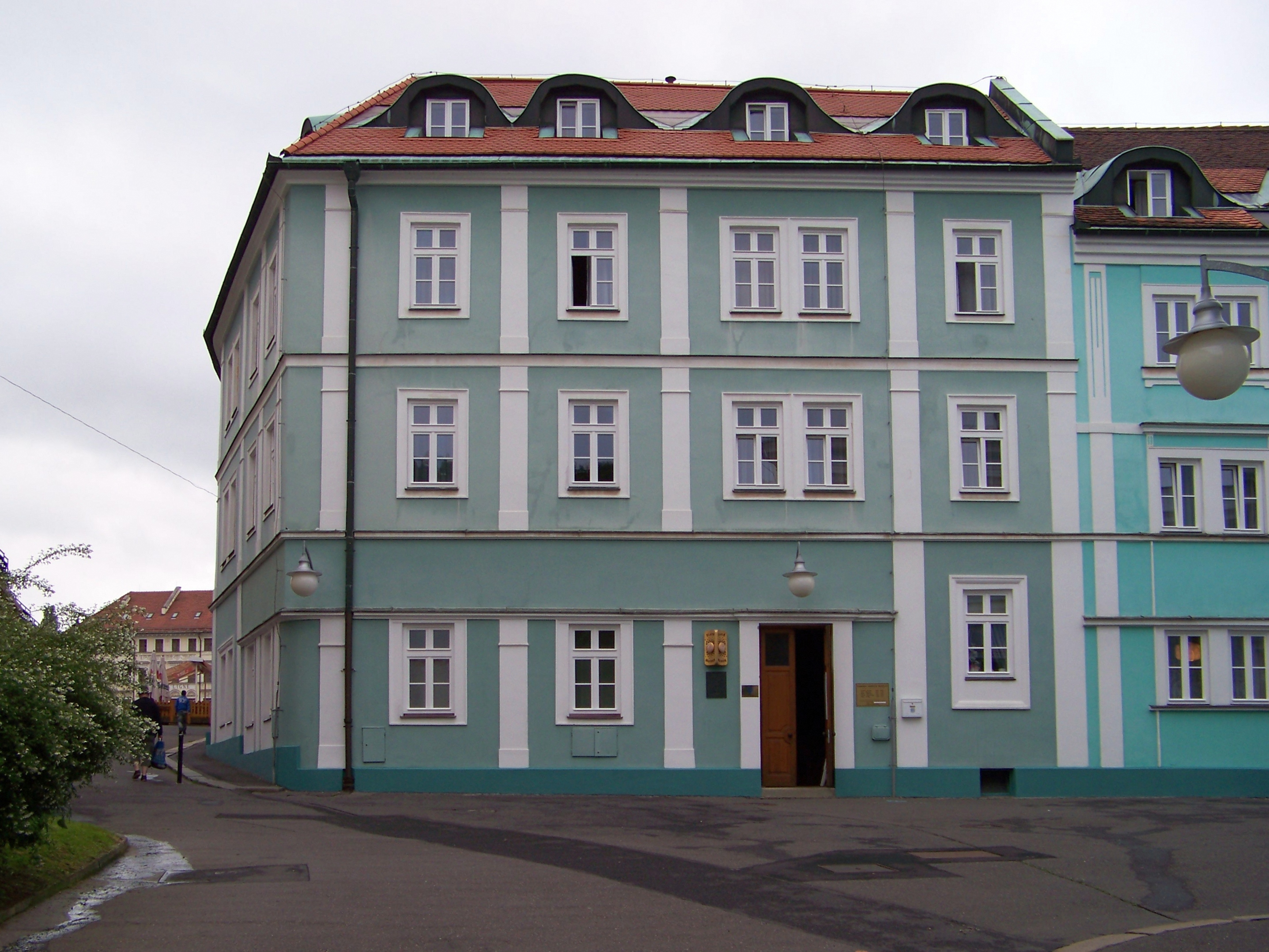
Dům U zlatého slunce, čp. 72, kde Beethoven bydlel během svého druhého pobytu v Teplicích v létě 1812

Příští rok navštívil Teplice znovu, avšak nerad, na naléhání dr. Malfattiho. Přicestoval počátkem července a tentokrát bydlel v domě U zlatého slunce, čp. 72. I tehdy se v Teplicích vyskytovala řada předních osobností evropské vědy a kultury, kupříkladu filozof Wilhelm von Humboldt, právník Friedrich Carl von Savigny, spisovatelé a básníci jako August Tiedge, Carl Joachim von Arnim se svou chotí Bettinou Brentanovou a další. Během tohoto pobytu Beethoven napsal svůj dopis „nesmrtelné milence“ a seznámil se zde s básníkem J. W. Goethem. Během teplického pobytu se s básníkem setkal několikrát. Koncem července Beethoven nakrátko odcestoval za léčbou do Karlových Varů. Dne 6. srpna zde vystoupil na benefičním koncertu ve prospěch obyvatel rakouského Badenu, zničeného požárem. Z Karlových Varů se pak přesunul do klidnějších Františkových Lázní, kde strávil asi měsíc. Bydlel zde v domě U dvou zlatých lvů, čp. 7. Zpráva o příjezdu Amélie Sebaldové do Teplic jej přiměla se tam vrátit. Cestou do Teplic se opět zastavil v Karlových Varech, kde se 8. září naposledy setkal s Goethem. Následný teplický pobyt věnoval lázeňské léčbě v péči Sebaldové. Zdravotní stav se však nelepšil a navíc skladatele koncem září postihla nemoc. Dne 29. září 1812 Teplice opustil a odjel do Lince navštívit bratra Johanna. Cestou se zastavil v Praze a Českých Budějovicích. To byl poslední pobyt Beethovena v Čechách.

### Hudební ohlasy a provádění děl
V době prvních Beethovenových pražských koncertů vládla v českém prostředí klasicistní hudba Haydna a především Mozarta. K širšímu uvádění Beethovenových děl začalo docházet až po roce 1800 a zvláště pak od 2. desetiletí 19. století. Mezi významné pražské počiny se dá zařadit první uvedení Eroiky roku 1807 (dva roky po vídeňské premiéře). Šestá symfonie „Pastorální“ měla pražskou premiéru v roce 1811 ve Stavovském divadle. Roku 1814 byla poprvé uvedena opera Fidelio pod vedením tehdejšího ředitele pražské opery Carla Marii von Webera, představení však nemělo úspěch. Pod Weberovým vlivem se přesto Beethovenovo dílo těšilo v Praze v letech 1815–1816 velkému zájmu a řadě uvedení, poté ale nastala odmlka. Tři dny před skladatelovou smrtí provedla pražská konzervatoř koncertně jeho Devátou symfonii. Po úmrtí skladatele zájem o jeho dílo značně vzrostl a Beethoven se stal trvalou součástí repertoárů českých hudebních podniků.
Kromě Prahy se skladatelovo dílo provozovalo i v jiných částech českých zemí. Od roku 1815 se v brněnském divadle Reduta pořádaly pravidelné hudební akademie, kde se jeho skladby nezřídka uváděly. V Brně roku 1824 v kostele svatého Jakuba možná zaznělo vůbec první liturgické provedení Missy solemnis, přesvědčivé důkazy však chybí. První doložené liturgické provedení proběhlo roku 1830 v kostele svatých Petra a Pavla ve Varnsdorfu. Beethovenova díla se poměrně brzo dostala i do Kroměříže a Olomouce, sídel arcibiskupa knížete Rudolfa, skladatelova přítele.

## Hudba

### „Tři období“
Historik William Drabkin uvádí, že již v roce 1818 jistý spisovatel navrhl rozdělení Beethovenových děl do tří období a že takové dělení (i když často ohraničené různými daty nebo přelomovými díly) se nakonec stalo konvencí přijatou všemi Beethovenovými životopisci, počínaje Schindlerem, F. J. Fétisem a Wilhelmem von Lenz. Pozdější badatelé se snažili v rámci této obecně přijímané struktury o ještě detailnější časové rozdělení. Mezi nevýhody tohoto přístupu patří, že obvykle opomíná „nulté období“, to jest raná léta v Bonnu, a díla z této doby se netěší takové pozornosti; a že ignoruje rozdílný vývoj Beethovenových kompozičních stylů pro různé formy skladeb. Například styl klavírních sonát procházel plynulým vývojem; naproti tomu symfonie podobný lineární vývoj nevykazují; ze všech typů skladeb této kategorizaci asi nejlépe odpovídají kvartety, zjevně seskupené do tří období (op. 18 v letech 1801–1802, op. 59, 74 a 95 v letech 1806–1814 a kvartety, dnes známé jako „pozdní“, od roku 1824). Drabkin dochází k závěru, že „dnes, když jsme s nimi žili tak dlouho… dokud existují tištěné programy koncertů, doprovodné texty k nahrávkám a beethovenovské recitály, je těžké si představit, že bychom se někdy vzdali dogmatu jasně definovaných tvůrčích období.“

### Bonn 1782–1792
Z Beethovenových let života v Bonnu se dochovalo nějakých čtyřicet skladeb, včetně deseti velmi raných děl, napsaných před rokem 1785. Předpokládá se, že Beethoven mezi lety 1785 až 1790 téměř ustal s tvorbou, možná v důsledku negativních kritických reakcí na jeho první publikovaná díla. Recenze uveřejněná roku 1784 ve vlivném Musikalischer Almanack Johanna Nikolause Forkela stavěla Beethovenovy výtvory na úroveň začátečníků. Tři raná klavírní kvarteta z roku 1785 (WoO 36), modelovaná podle Mozartových houslových sonát, svědčí o autorově poplatnosti dobovým trendům. Sám skladatel nezamýšlel udělit žádné z bonnských skladeb opusové číslo, s výjimkou těch, které později přepracoval pro nové použití, například některé písně v jeho sbírce op. 52 (1805) a dechový oktet přepsaný roku 1793 na Smyčcový kvintet op. 4. Charles Rosen poukazuje na to, že Bonn byl ve srovnání s Vídní kulturně poněkud pozadu. Beethoven pravděpodobně ještě neznal zralá díla Haydna nebo Mozarta a podle Rosena se jeho raný styl spíše blížil stylu Hummela nebo Muzia Clementiho. Kernan naznačuje, že v této fázi Beethoven vynikal spíše na poli vokální hudby než sonátových skladeb; teprve přestěhování do Vídně v roce 1792 jej nasměřovalo k rozvoji hudby v žánrech, kterými se proslavil.

### První období

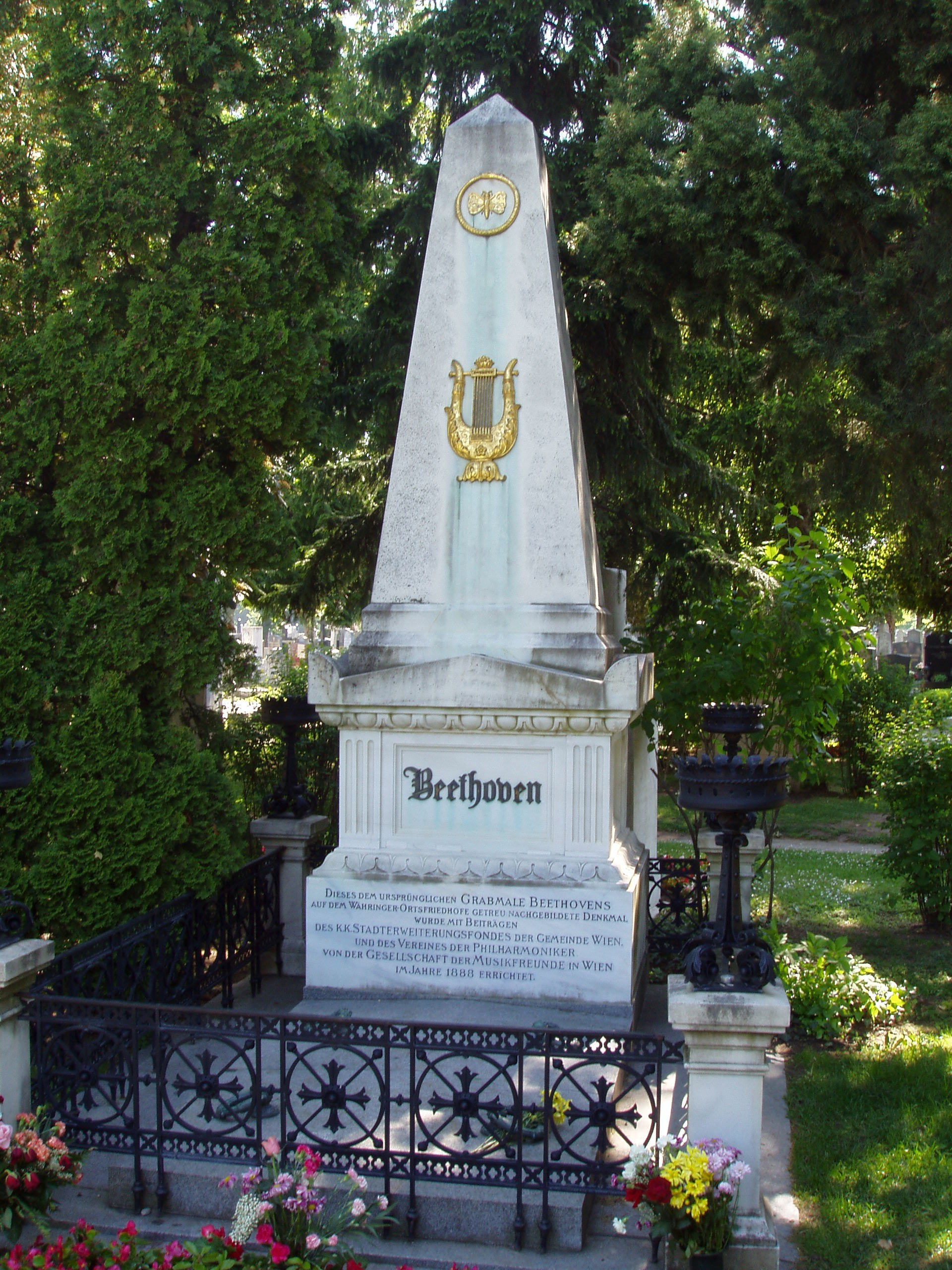
Beethovenův hrob na Vídeňském ústředním hřbitově

Perioda obvykle nazývaná první období začíná Beethovenovým příchodem do Vídně v roce 1792. Zdá se, že v prvních několika letech skládal méně než v Bonnu. Jeho klavírní tria op. 1 byla publikována až v roce 1795. Tehdy zvládl „vídeňský styl“ (dnes známý hlavně z Haydnových a Mozartovým děl) a přijal ho za vlastní. Jeho práce z let 1795 až 1800 jsou rozsahem větší, než bylo tehdy pravidlem (sonáty se čtyřmi větami, místo obvyklých tří); typicky upřednostňoval scherzo před menuetem s triem; a jeho hudba často zahrnuje dramatické, někdy přímo exaltované využití extrémní dynamiky, tempa a chromatické harmonie. Kvůli tomu Haydn považoval třetí trio op. 1 za příliš náročné pro posluchače.
Beethoven také zkoumal nové směry a postupně rozšiřoval rozsah a ambice svých děl. Mezi důležité skladby z raného období patří První a Druhá symfonie, soubor šesti smyčcových kvartet op. 18, první dva klavírní koncerty a první tucet klavírních sonát, včetně slavné sonáty Patetické, op. 13.

### Střední období

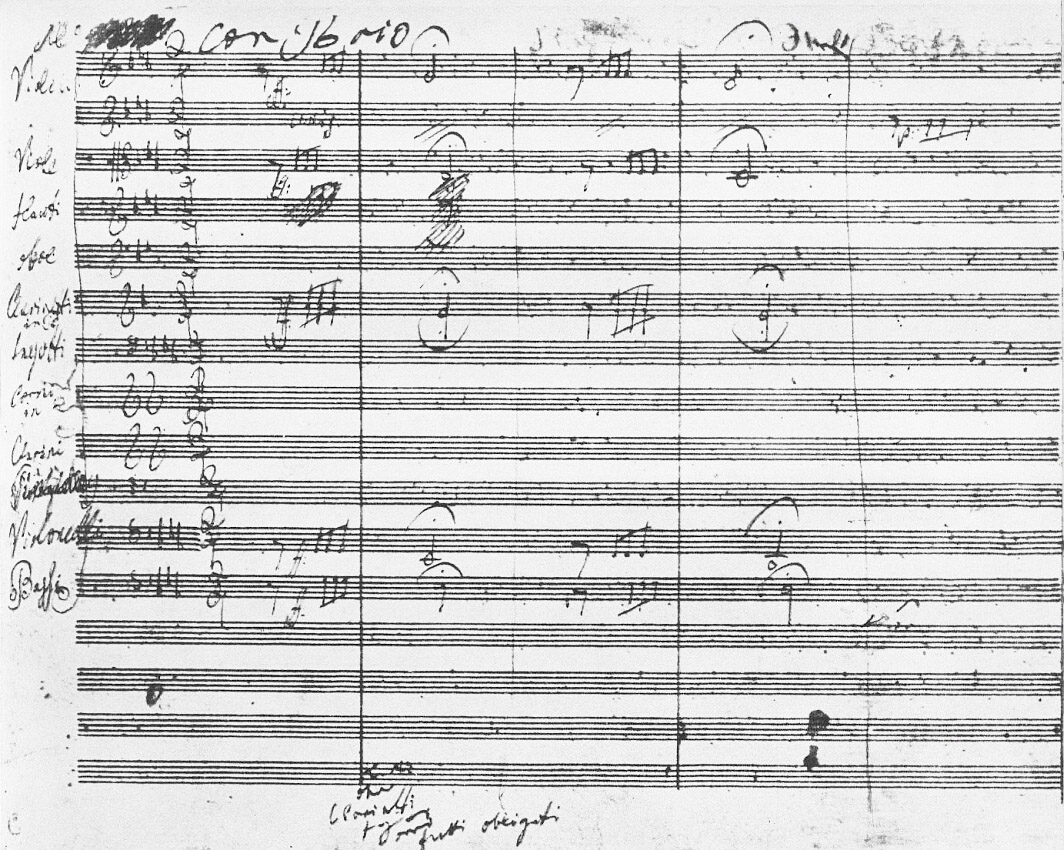
Originál partitury 5. symfonie

Střední období začalo krátce po skladatelově osobní krizi, vyvolané zjištěním, že začíná ztrácet sluch. Období zahrnuje rozsáhlá díla, která vyjadřují myšlenku hrdinství a boje. K pracím středního období patří šest symfonií (č. 3–8), poslední dva klavírní koncerty, trojkoncert a houslový koncert, pět smyčcových kvartet (č. 7–11), několik klavírních sonát (včetně Valdštejnské a Appassionaty), Kreutzerova houslová sonáta a Beethovenova jediná opera Fidelio. V tomto období, které končí okolo roku 1815, se Beethovenův styl vyhranil k naprosté individualitě. Dospěl k novým strukturám a formám, záměrně rušil zavedené hudební konvence a pracoval s ostrými kontrasty melodiky, rytmiky i dynamiky, přesto jeho skladby tvoří vyvážený celek.
Střední období je někdy spojováno s „heroickým“ způsobem komponování, ale označovat určitý kompoziční styl jako heroický se pokládá za stále kontroverznější. Termín se častěji používá jako synonymum pro střední období. Vhodnost pojmu heroický k popisu celého středního období začala být rovněž zpochybňována: zatímco některá díla, jako je Třetí a Pátá symfonie, lze nálepkou „heroická“ snadno označit, pro mnoho dalších, jako je jeho symfonie č. 6 Pastorální nebo jeho Klavírní sonáta č. 24, to neplatí.

### Pozdní období

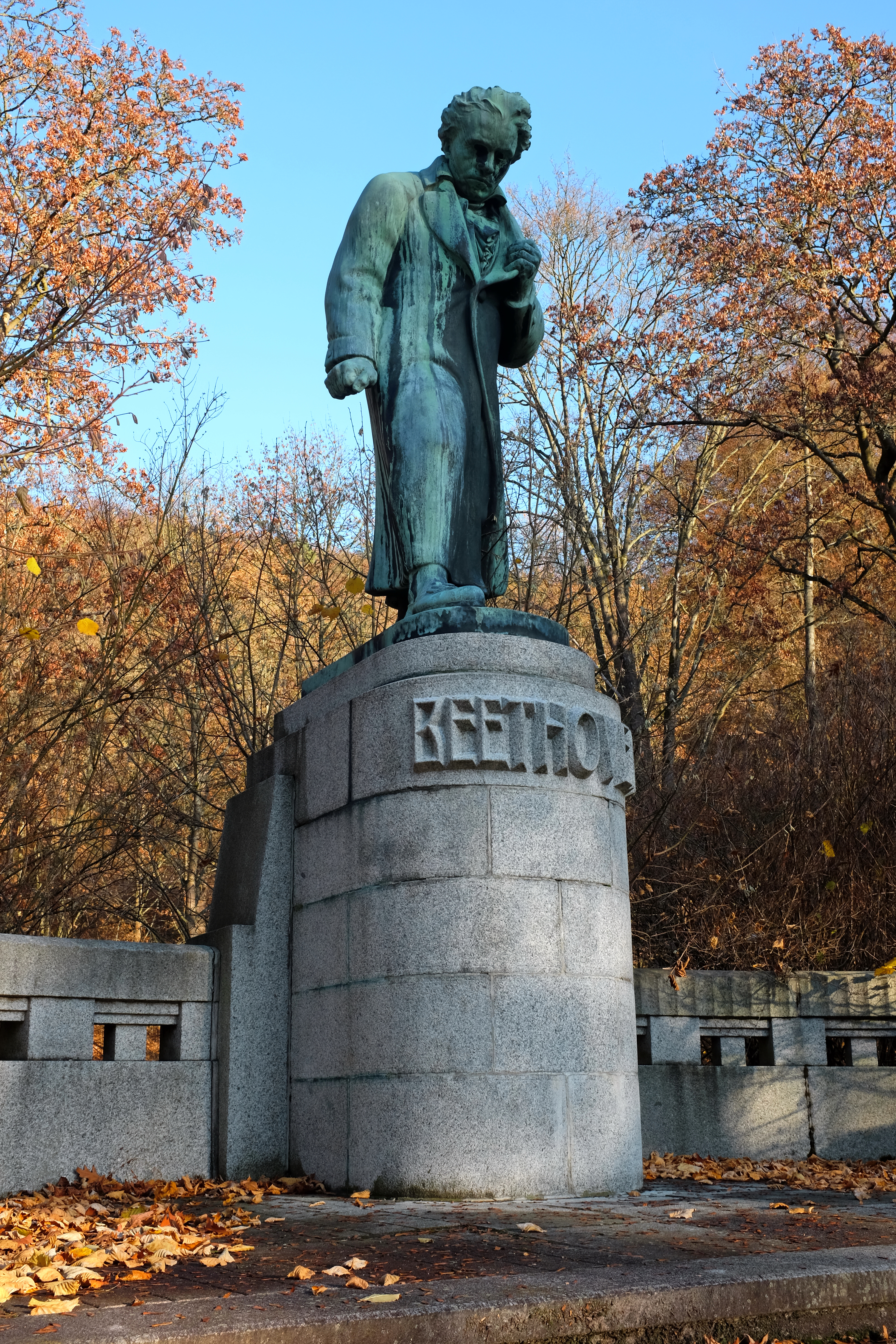
Beethovenův pomník v Karlových Varech

V pozdním období Beethovenovo tvůrčí úsilí vyvrcholilo; chtěl dát svým myšlenkám co největší intenzitu, jeho díla se stávala stále komplikovanější jak ze skladatelského, tak z interpretačního pohledu.
Beethovenovo pozdní období začalo v dekádě 1810–1819. Beethoven začal znovu studovat hudbu starších mistrů, včetně děl Johanna Sebastiana Bacha a Georga Fridericha Händela, tehdy publikovaných v prvních pokusech o kompletní vydání. Mnoho Beethovenových pozdních děl využívá formu fugy. Jeho raným pokusem o zapracování těchto vlivů byla předehra Svěcení domu z roku 1822. Objevil se nový styl, nyní označovaný jako Beethovenovo pozdní období. Beethoven se vrátil ke komponování pro klavír; po téměř deseti letech opět složil klavírní sonáty: díla pozdního období zahrnují posledních pět klavírních sonát a Variace na Diabelliho valčík, poslední dvě sonáty pro violoncello a klavír, pozdní smyčcové kvartety, a dvě skladby pro velká tělesa: Missu solemnis a Devátou symfonii. Smyčcový kvartet op. 131 má sedm propojených vět, poslední věta Deváté symfonie doplňuje orchestr sborem.

### Operní tvorba
Komponování oper Beethovenovi čnilo potíže. Dokončil pouze ceněnou operu Fidelio s věčným tématem lidské touhy po svobodě, kterou několikrát revidoval. Celkem projevil zájem o dalších 54 témat. Jednalo se mimo jiné o tato témata: Macbeth (1809, libreto Heinrich Joseph von Collin), Jana z Arku (1823, libreto Friedrich Kind a Carl Joseph Bernard), Brutus (1816, libreto Eduard von Bauernfeld) a Klaudina z Villy Bella (1826, libreto Johann Wolfgang von Goethe).

### Nástroje
Jedním z Beethovenových klavírů byl nástroj vídeňské společnosti na výrobu klavírů Geschwister Stein. Dne 19. listopadu 1796 Beethoven napsal dopis Andreasi Streicherovi, manželu Nannette Streicherové: „Předevčírem jsem obdržel vaše fortepiano. Je opravdu skvělé, každý by toužil jej vlastnit… “ 
Jak připomíná Carl Czerny, v roce 1801 měl Beethoven ve svém domě Walterův klavír. V roce 1802 také poprosil svého přítele Zmeskalla, aby požádal Waltera, aby pro něj vyrobil pianoforte s tlumicím pedálem („una corda“). V roce 1803 pak Beethoven obdržel Erardovo křídlo. Jak ale napsal Newman, „Beethoven byl od začátku z tohoto nástroje nešťastný, částečně proto, že považoval jeho anglickou mechaniku za nesmírně těžkou.“ Další klavír, Broadwood z roku 1817, dar od Thomase Broadwooda, měl Beethoven ve svém bytě na Schwarzspanierstraße až do své smrti v roce 1827.
Posledním Beethovenovým nástrojem byl čtyřstrunný Grafův klavír. Conrad Graf sám potvrdil, že půjčil Beethovenovi 6 ½ oktávové piano, později, po skladatelově smrti, bylo prodáno rodině Wimmerů. V roce 1889 nástroj získalo muzeum Beethovenhaus v Bonnu.

### Přehled nejvýznamnějších skladeb

#### Orchestrální díla
- devět dokončených symfonií, desátá zůstala v náčrtu:
  - symfonie č. 1 C dur op. 21
  - symfonie č. 2 D dur op. 36
  - symfonie č. 3 Es dur op. 55 „Eroica“
  - symfonie č. 4 B dur op. 60
  - symfonie č. 5 c moll op. 67 „Osudová“
  - symfonie č. 6 F dur op. 68 „Pastorální“
  - symfonie č. 7 A dur op. 92
  - symfonie č. 8 F dur op. 93
  - symfonie č. 9 d moll op. 125 se závěrečným sborem „Óda na radost“
  - symfonie č. 10 Es dur Bia. 838 (náčrt)
- pět klavírních koncertů:
  - Klavírní koncert č. 1 C dur op. 15
  - Klavírní koncert č. 2 B dur op. 19
  - Klavírní koncert č. 3 c moll op. 37
  - Klavírní koncert č. 4 G dur op. 58
  - Klavírní koncert č. 5 Es dur op. 73 „Císařský“
- další významná koncertní díla:
  - trojkoncert pro klavír, housle a violoncello C dur op. 56
  - houslový koncert D dur op. 61
  - Fantazie pro klavír, sbor a orchestr c moll, op. 80
  - předehra k Egmontovi f moll op. 84
  - předehry Leonora (označení pro některé ze čtyř verzí předehry k opeře Fidelio, uvádějí se zejména Leonora č. 2 a č. 3)

#### Vokální díla
- mše:
  - mše C dur op. 86
  - Missa solemnis D dur op. 123
- árie Ah, perfido op. 65
- opera Fidelio op. 72
- oratorium Kristus na hoře Olivetské op. 85
- předehra Egmont a scénická hudba op. 84
- kantáta Meeresstille und glückliche Fahrt (Klid moře a šťastná plavba) op. 112
- slavnostní hra Die Ruinen von Athen (Ruiny Athénské) op. 113
- kantáta Der glorreiche Augenblick (Slavný okamžik) op. 136

#### Sólové a komorní skladby
- smyčcové kvartety:
  - smyčcové kvartety op. 18, č. 1–6
  - smyčcový kvartet č. 12 Es dur op. 127
  - smyčcový kvartet č. 13 B dur op. 130
  - smyčcový kvartet č. 14 cis moll op. 131
  - smyčcový kvartet č. 15 a moll op. 132
  - Velká fuga B dur op. 133 (původně součást op. 130)
  - smyčcový kvartet č. 16 F dur op. 135
- klavírní sonáty – celkem 32
  - č. 8 c moll „Patetická“ op. 13
  - č. 14 cis moll „Měsíční svit“ op. 27
  - č. 15 D dur „Pastorální“ op. 28
  - č. 17 d moll „Bouře“ op. 31
  - č. 21 C dur „Valdštejnská“ op. 53
  - č. 23 f moll „Appasionata“ op. 57
  - č. 26 Es dur „Les Adieux“ op. 81
  - poslední sonáty (op. 101., op. 106 „Für das Hammerklavier“ , 109, 110 a 111)
- klavírní tria:
  - dvě tria (D dur, Es dur) op. 70
  - trio B dur op. 97
- houslové sonáty:
  - č. 5 F dur „Jarní“ op. 24
  - č. 9 A dur „Kreutzerova“ op. 47
  - č. 10 G dur op. 96